# Kanton Wallis
Das Wallis [ˈvalɪs] (Kürzel VS; französisch Valais [vaˈlɛ], italienisch Vallese, rätoromanisch Vallaisⓘ, frankoprovenzalisch Valês), amtlich Kanton Wallis oder Staat Wallis beziehungsweise Canton du Valais oder État du Valais, ist ein Kanton im Südwesten der Schweiz. Der westliche Teil des Kantons hat eine französischsprachige (teilweise frankoprovenzalischsprachige), der östliche Teil eine deutschsprachige Bevölkerung. Entsprechend gehört das Wallis zur Romandie und zur Deutschschweiz. Der Hauptort ist Sitten (Sion). Das Wallis ist auf die Fläche bezogen der drittgrösste Kanton der Schweiz und liegt vollständig im Gebiet der Alpen.

## Geographie

### Lage und Landschaft

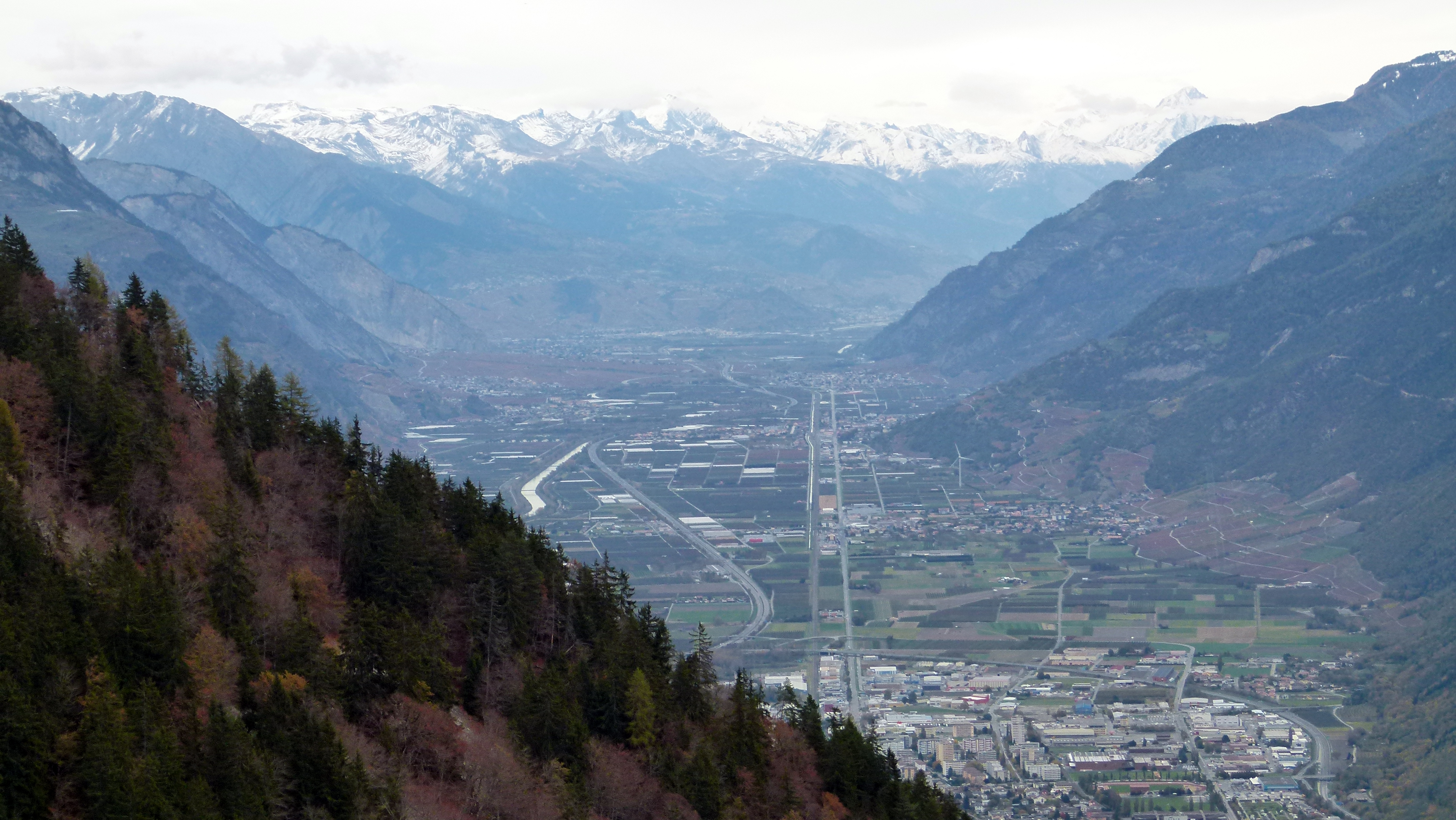
Blick ins Tal der Rhone von Martigny aus Richtung Osten

Das Wallis besteht (mit Ausnahme kleinerer Gebiete jenseits der Pässe Simplon und Gemmi) aus dem Tal der Rhone (Rotten) vom Rhonegletscher bis zum Genfersee und den Rhone-Seitentälern. Im Norden liegen die Berner und Waadtländer Alpen, im Süden die Walliser Alpen mit den mächtigsten und höchsten Bergmassiven der Alpen (Monte Rosa, Mischabel und Weisshorngruppe). Die höchsten Berge der Walliser Alpen und der Schweiz sind die Dufourspitze mit 4634 m ü. M. (höchster Berg der Schweiz und damit des Wallis), Nordend 4608 m ü. M., Zumsteinspitze 4563 m ü. M., Signalkuppe 4554 m ü. M., Dom 4546 m ü. M. (höchster ganz auf Schweizer Staatsgebiet liegender Berg), Liskamm 4532 m ü. M., Weisshorn 4505 m ü. M., Täschhorn 4491 m ü. M., Matterhorn 4478 m ü. M., Parrotspitze 4434 m ü. M., Dent Blanche 4357 m ü. M., Ludwigshöhe 4341 m ü. M., Nadelhorn 4327 m ü. M., Grand Combin 4309 m ü. M. und Lenzspitze 4293 m ü. M. Mit dem Aletschgletscher, dem Gornergletscher und dem Walliser Fieschergletscher befinden sich im Wallis die drei grössten Gletscher der Alpen.
Durch den Schutz der umliegenden Berge ist das Haupttal des oberen Wallis, aber auch das Vispertal ausgesprochen trocken und warm mit einem Steppenklima. Die Wasserversorgung wird vielerorts durch Wasserleitungen, sogenannte Suonen oder Bissen, gewährleistet, die in den niederschlagsarmen Zonen im Wallis mindestens bis in die römische Zeit zurückreichen.
Der tiefste Punkt liegt bei 372 m ü. M. am Genfersee.

### Wichtige Seitentäler
Die wichtigsten Seitentäler sind nördlich der Rhone das Fieschertal, Lötschental und Dalatal. Südlich der Rhone liegen das Binntal, Nanztal, Saastal, Mattertal, Turtmanntal, Val d’Anniviers (deutsch Eifischtal), Val d’Hérens (deutsch Eringertal), Val de Bagnes (deutsch Bangital oder auch Baniental), Val d’Entremont und Val d’Illiez.

### Natur
Durch seine exponierte Lage, die weiten Teilen des Wallis ein Steppenklima beschert, besitzt das Wallis eine eigene Flora und Fauna. Es ist eine eigene kleine Welt, isoliert vom Rest der Schweiz. Bei den grösseren Tieren des Wallis ist das Mufflon (Ovis gmelini) zu erwähnen. Von diesem Wildschaf existiert im Wallis die einzige Wildpopulation in der Schweiz, sie findet sich in den Südtälern des französischsprachigen Wallis. Daneben gibt es Populationen aller anderen Grosssäuger der Alpen (Hirsch – Cervus, Steinbock – Capra ibex, Gämse – Rupicapra, Reh – Capreolus, Wolf – Canis lupus und Luchs – Lynx). Der Bär (Ursus arctos) ist ab 2018 sporadisch im Wallis aufgetaucht. Es handelte sich um wandernde Bären aus der Population im italienischen Trentino, auf der Suche nach neuen Territorien, keiner ist bisher im Wallis geblieben. Auf der Südseite des Simplonpasses liegt das Ossola-Tal an dessen Osthand der Nationalpark Valle Grande liegt. Sobald die Bären auch den Park Valle Grande dauerhaft besiedeln, womit in Kürze zu rechnen ist, werden Bären auch im Wallis öfters auftreten.
Bei den Vögeln leben im Wallis die einzigen Populationen der Alpenkrähe (Pyrrhocorax), die Populationen sind auf wenige hundert Tiere geschrumpft. Seit wenigen Jahren nisten im Sommer auch Bienenfresser (Merops apiaster) im Gebiet des Pfynwaldes. Dieser mediterrane Vogel erweitert sein Sommerhabitat durch die Klimaerwärmung laufend nach Norden. Bei dem gewöhnlichsten Vogel des Wallis, dem Sperling (Spatz – Passer), muss man genau hinschauen: es gibt Feld-, Haus- und Italiensperling. Der Italiensperling (Passer italiae) kommt nördlich der Alpen sonst nicht vor. Erfolgreich angesiedelt wurde der Bartgeier (Gypaetus barbatus), er nistet inzwischen in verschiedenen Tälern. Weitere endemische Vögel im Wallis sind die Blaumerle (Monticola solitarius), der Ortolan (Emberiza), und gelegentlich wird der Schlangenadler (Circaetus) gesichtet.
Bei den Amphibien ist das Wallis als Trockenzone eher artenarm. Zu erwähnen ist, dass der einst weit verbreitete gewöhnliche Wasserfrosch (Pelophylax lessonae) ausgestorben ist. Er wurde durch den wesentlich grösseren, eingeschleppten Seefrosch (Pelophylax ridibundus) verdrängt – fast alle Wasserfrösche im Wallis sind Seefrösche. Im Rhonedelta findet sich der italienische Laubfrosch (Hyla intermedia), welcher nur südlich der Alpen auftritt. Feuersalamander (Salamandra) gibt es im Wallis nur auf der Südseite des Simplonpasses, um Gondo. Bei den Molchen ist nur der Bergmolch (Ichthyosaura alpestris) bis ins Oberwallis vorgestossen.
Bei den Reptilien findet man im Unterwallis als südliche Spezialitäten die Zornnatter (Hierophis viridiflavus)und die Aeskulapnatter (Zamenis longissimus), welche bis ins Oberwallis zu finden ist. Daneben finden sich auch die Schlingnatter (Coronella), Ringelnatter (Natrix) und Aspisviper (Vipera aspis). Die Walliser Viper ist nicht besonders zu fürchten, Bissunfälle sind selten. Bei der Ringelnatter findet sich die südliche Art (Natrix helvetica), die nördliche Ringelnatter (Natrix natrix) findet sich in der Schweiz nur in der Bodensee-Region. Bei den Eidechsen ist die leuchtend grüne Smaragdeidechse (Lacerta bilineata) zu erwähnen, die leider immer seltener wird. Die häufigste Eidechse ist die Mauereidechse (Podarcis muralis), die in riesigen Populationen auftritt. Blindschleichen (Anguis) und Zauneidechsen (Lacerta agilis) finden sich entlang der Rhone, in höheren Lagen findet man auch die Bergeidechse (Zootoca vivipara).
Bei den Wirbellosen Tieren (Insekten, Spinnen, Schnecken etc.) ist besonders das Vorkommen von Gottesanbeterinnen (Mantis religiosa) (Fangschrecke) zu erwähnen. Sie jagt andere Insekten, mit Vorliebe Heuschrecken. Die ausgewachsenen Gottesanbeterinnen findet man nur im Sommer, sie sterben mit dem ersten Frost. Bei Martigny befindet sich eines der wenigen Vorkommen des grössten Schweizer Insekts, der grossen Sägeschrecke (Saga pedo). Sie wird 15 cm lang. Neu entdeckt wurde 2019 ein Vorkommen der kleinen, flugunfähigen Gottesanbeterin Ameles spallanzania. Im Wallis finden sich auch die grössten Populationen des Hirschkäfers (Lucanus cervus) in der Schweiz. Skorpione (Euscorpius und Alpiscorpius) finden sich nur sehr lokal bei Sion und im Zwischenbergental, auf der Südseite des Simplonpasses. Ebenfalls am Rhoneknie ist der einzige Fundort der Spinne Drapeta rutilans.
Die Flora der Nord- und Südseite des Rhonetals unterscheidet sich stark. Während auf der Südseite, der Schattenseite, Föhren und Lärchen dominieren, findet man auf der Sonnenseite – der Nordseite – am Hang die Felsensteppe. Hier dominiert Wacholder, Wermuth, Steineiche und verschiedene Hauswurze. Leider wurden durch den extensiven Anbau der Weintrauben grosse Zonen der einst artenreichen Felsensteppe zerstört. Die Weinberge prägen weite Zonen der Nordhänge im Rhonetal. Inzwischen gedeihen an verschiedenen Stellen eingeschleppte Kakteen (Opuntien) am Hang, diverse Arten sind winterhart. Oberhalb von Brig geht die Felsensteppe in Nadelwald über. Die seltenste und bedrohteste Pflanze im Wallis ist die Grengjer-Tulpe (Tulipa grengiolensis). Diese gedeiht nur auf dem Gemeindegebiet der Oberwalliser Gemeinde Grengiols.
Die wichtigsten Naturschutzgebiete und Naturpärke sind der Naturpark Binntal, Naturpark Pfyn-Finges, Schutzgebiet Les Follatères bei Martigny, der Naturpark Trient, das Rhonedelta Les Grangettes (das zum Kanton Waadt gehört), das Schutzgebiet Marais d’Ardon und Rigolende Vionnaz.

### Städte und Orte

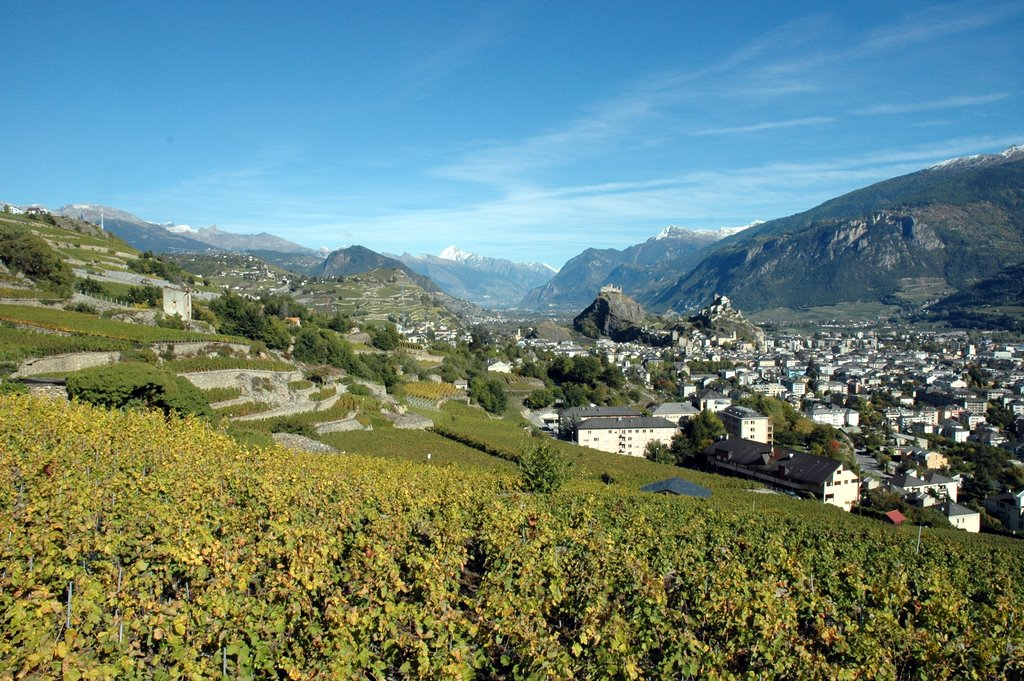
Kantonshauptstadt Sitten mit Weinbergen

Im Kanton Wallis gab es per 31. Dezember 2023 acht Einwohnergemeinden mit mehr als 10'000 Einwohnern.
| Politische Gemeinde  | Einwohner | Ausländeranteil in Prozent |
| -------------------- | --------- | -------------------------- |
| Sitten (Sion)        | 36'624    | 29,4                       |
| Martigny (Martinach) | 21'759    | 32,0                       |
| Monthey              | 18'886    | 35,0                       |
| Siders (Sierre)      | 17'663    | 35,4                       |
| Brig-Glis            | 13'976    | 21,6                       |
| Val de Bagnes VS     | 10'814    | 30,0                       |
| Naters               | 10'605    | 18,5                       |
| Crans-Montana        | 10'488    | 36,8                       |

### Regionen und Bezirke mit Hauptort

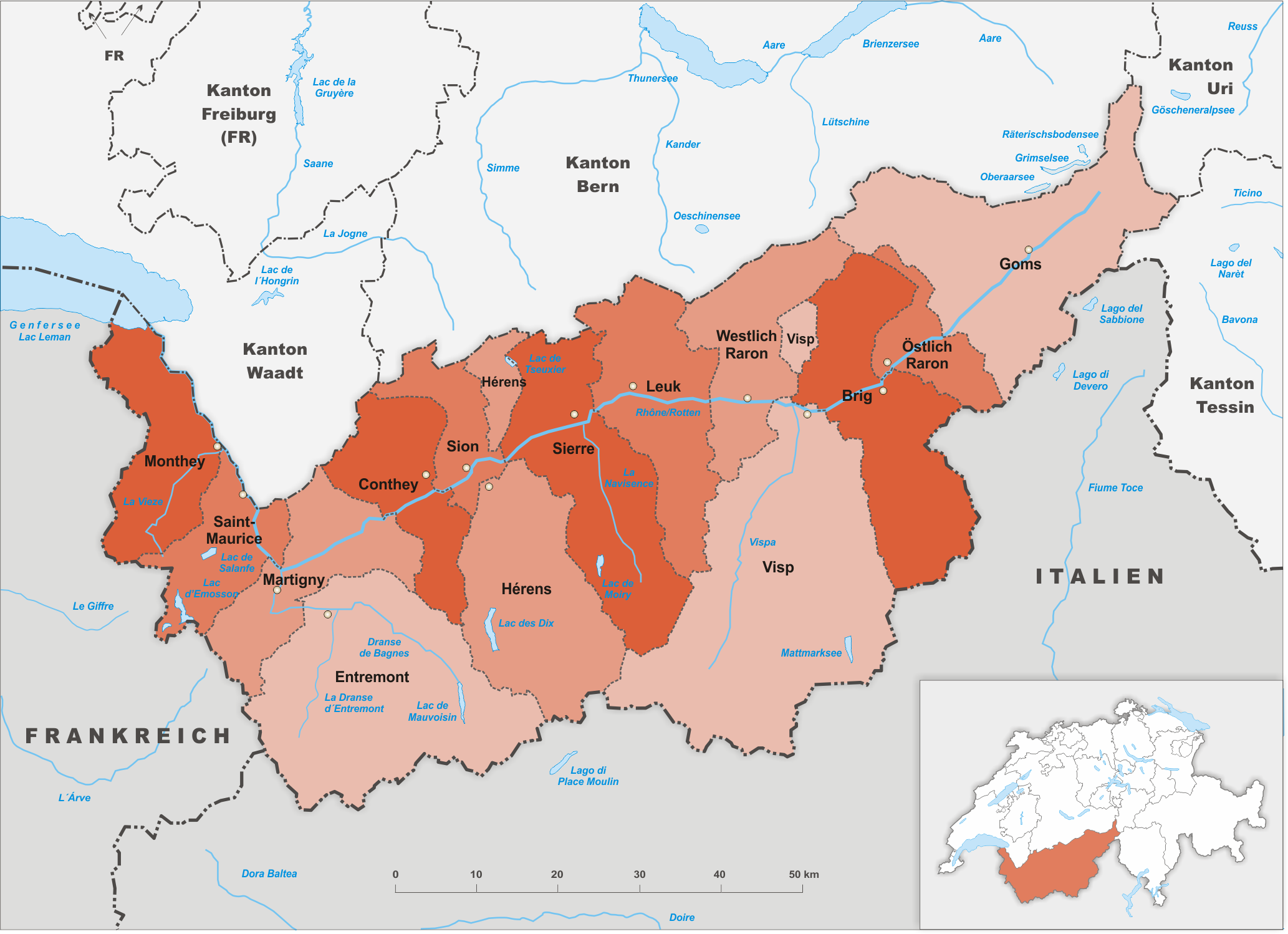
Bezirke des Wallis

Das Wallis besitzt 13 Bezirke, welche aus den 7 Zehnden und aus deren Untertanengebieten hervorgegangen sind. Auf dem Kantonswappen werden sie durch 13 Sterne repräsentiert.
Die beiden Halbbezirke Westlich Raron und Östlich Raron bildeten früher einen gemeinsamen Zehnden und tragen heute dieselbe vom Bundesamt für Statistik (BFS) vergebene Bezirksnummer.
| Region       | Bezirk                                                                        | Einwohner | Hauptort                 | Einwohner |
| ------------ | ----------------------------------------------------------------------------- | --------- | ------------------------ | --------- |
| Oberwallis   | Goms (frz. Conches)                                                           | 04426     | Münster                  | 00'441    |
| Oberwallis   | Östlich Raron (frz. Rarogne oriental) Westlich Raron (frz.Rarogne occidental) | 11'443    | Mörel-Filet              | 00'745    |
| Oberwallis   | Östlich Raron (frz. Rarogne oriental) Westlich Raron (frz.Rarogne occidental) | 11'443    | Raron                    | 0'2002    |
| Oberwallis   | Brig (frz. Brigue)                                                            | 28'713    | Brig-Glis                | 13'976    |
| Oberwallis   | Visp (frz. Viège)                                                             | 29'676    | Visp                     | 08483     |
| Oberwallis   | Leuk (frz. Loèche)                                                            | 13'317    | Leuk                     | 04307     |
| Mittelwallis | Sierre (dt. Siders)                                                           | 51'445    | Sierre (dt. Siders)      | 17'663    |
| Mittelwallis | Sion (dt. Sitten)                                                             | 50'795    | Sion (dt. Sitten)        | 36'624    |
| Mittelwallis | Conthey (dt. Gundis)                                                          | 30'873    | Conthey (dt. Gundis)     | 09073     |
| Mittelwallis | Hérens (dt. Ering)                                                            | 11'455    | Vex                      | 01929     |
| Unterwallis  | Entremont                                                                     | 16'169    | Sembrancher              | 0'1093    |
| Unterwallis  | Martigny (dt. Martinach)                                                      | 52'410    | Martigny (dt. Martinach) | 21'759    |
| Unterwallis  | Saint-Maurice                                                                 | 14'708    | Saint-Maurice            | 04574     |
| Unterwallis  | Monthey                                                                       | 50'414    | Monthey                  | 18'886    |
| Total (13)   |                                                                               | 365'8440  |                          |           |

## Klima

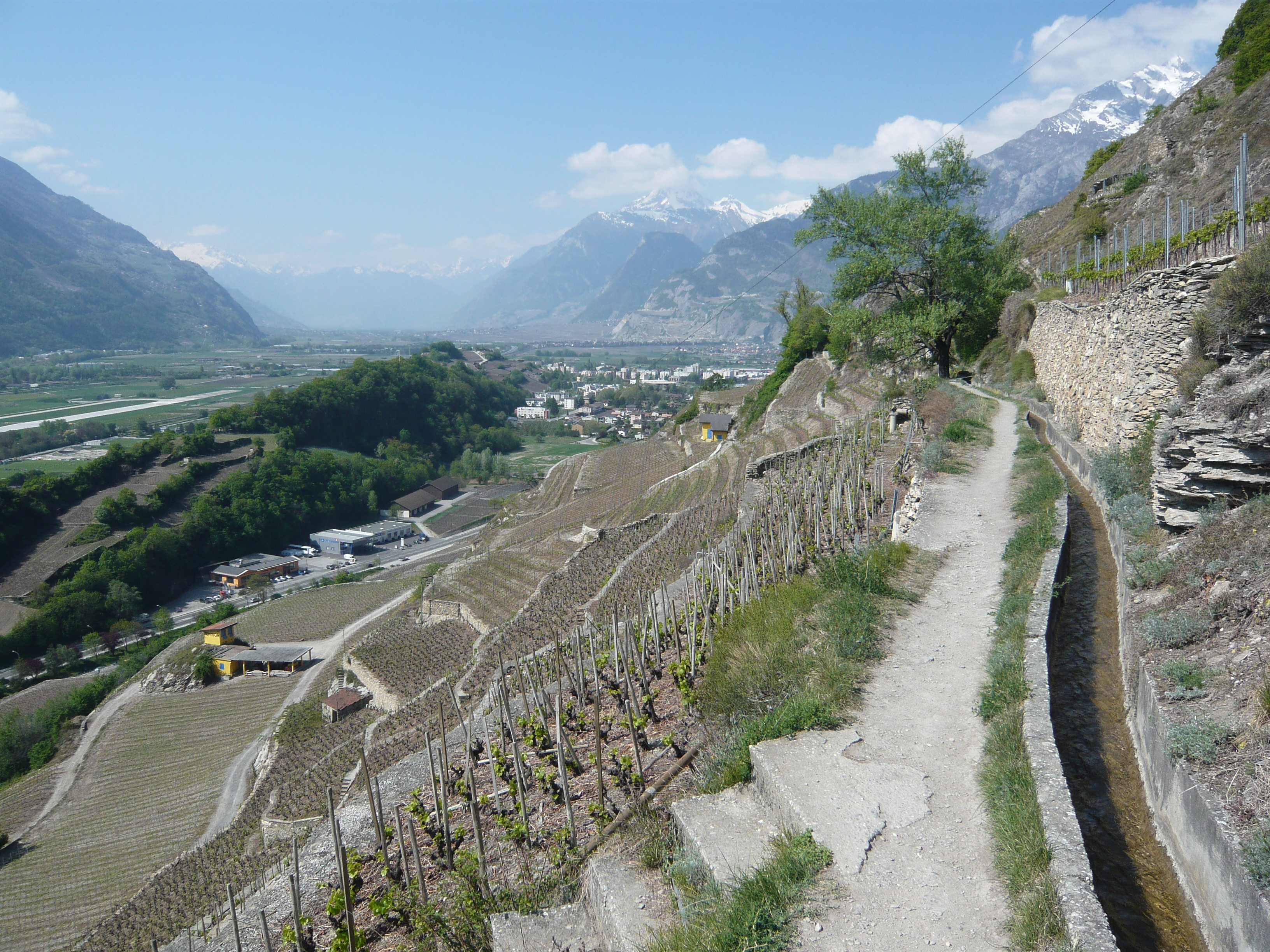
Mit Suonen wurde früher die Wasserversorgung im trockenen Rhonetal sichergestellt. Heute führen entlang der Suonen beliebte Wanderwege.

Das Wallis weist ein besonders trockenes Klima auf mit nur 500 bis 600 Millimeter Niederschlag pro Jahr: kalte Winter, trockene Sommer, starke Temperaturunterschiede und klare Luft. Grund dafür ist seine Lage zwischen den Gebirgsmassiven der Walliser Alpen im Süden und der Berner Alpen im Norden, die beide bis auf über 4000 m ü. M. reichen und einen Grossteil der Niederschläge abfangen, die von Norden oder vom Mittelmeer her gegen die Alpen strömen. Das Unterwallis gehört zu den trockensten Tälern Europas. Das Steppenklima hat auch starken Einfluss auf die Vegetation, so dass nebst Weinreben auch Kakteen gedeihen.

## Geschichte und Kultur

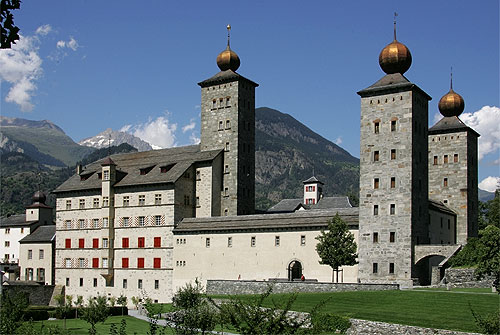
Stockalperschloss in Brig

### Historische Entwicklung
Nach 57 v. Chr. wurde das von den Römern Vallis Poenina genannte Gebiet des heutigen Wallis erobert und zur römischen Provinz Alpes Poeninae. Um 888 wurde es Teil des Königreichs Burgund. König Rudolf III. von Burgund übergab 999 die Grafschaft Wallis mit allen Rechten und Privilegien an den Bischof von Sitten. Ab der zweiten Hälfte des 15. Jahrhunderts bis 1798 war das Wallis in sieben Zehnden eingeteilt und wurde daher auch Republik der sieben Zehnden genannt. Diese Republik setzte im 16. Jahrhundert ihre Eigenständigkeit von den Bischöfen von Sitten durch. 1802 erklärte Napoleon I. das Gebiet zur unabhängigen Republik Wallis und 1810 zum französischen Département Simplon. 1815 trat das Wallis als 22. Kanton der Schweizerischen Eidgenossenschaft bei. Die noch heute gültige Verfassung wurde 1907 verabschiedet, seitdem wurden jedoch einige Passagen durch Volksabstimmungen geändert. Die Frauen des Kantons sind seit 1970 stimmberechtigt. Im Jahr 2000 gab es starke Hochwasser an der Rhone.

### Walliserdeutsch
Das Walliserdeutsch des Oberwallis hat, zusammen mit den im Piemont, im Aostatal und im Tessin gesprochenen Südwalserdialekten, die Deklinations- und Konjugationsvielfalt des Althochdeutschen in mancherlei Hinsicht bewahrt. Es wird heute von rund 80'000 Wallisern gesprochen.
Autoren, die u. a. auch auf Walliserdeutsch schrieben, sind: Frieda Berchtold, Ludwig Imesch, Eduard Imhof, Georg Julen, Bernadette Lerjen-Sarbach, Markus Marti, Hannes Taugwalder, Hubert Theler und Otto Zumoberhaus.
Auf Walliserdeutsch singt beispielsweise die Popsängerin Sina. Ihre Single «Wänn nit jetzt wänn dä» («Wenn nicht jetzt wann dann») aus dem Jahr 2008 feierte auch über die Grenzen der Schweiz hinaus Erfolge.

### Bildung
Ab dem Alter von vier Jahren muss seit 2008 jedes Kind zwei Jahre lang den Kindergarten besuchen. Die eigentliche Schulzeit besteht aus sechs Jahren Primarschule und drei Jahren Orientierungsschule (auch Sekundarstufe I), an deren Ende bei Erfüllung der Anforderungen des Programms des letzten Pflichtschuljahres ein Abschlussdiplom erteilt wird. Wenn die neun Jahre obligatorische Schule besucht wurden, aber nicht die Anforderungen des dritten Jahres der Sekundarstufe I erfüllt wurden, wird nur eine Bestätigung des Schulabschlusses erteilt.
Die Sekundarstufe II kann im Wallis als berufliche Grundbildung mit anschliessendem Berufsattest, Fähigkeitszeugnis oder Berufsmaturität absolviert werden, daneben auch als Fachmittelschule mit abschliessender Fachmaturität oder auf dem Gymnasium mit abschliessender Gymnasialer Maturität. Die Tertiärstufe umfasst Ausbildungen im Bereich der höheren Berufsbildung, höheren Fachschulen und Hochschulen.

### Fahne und Wappen

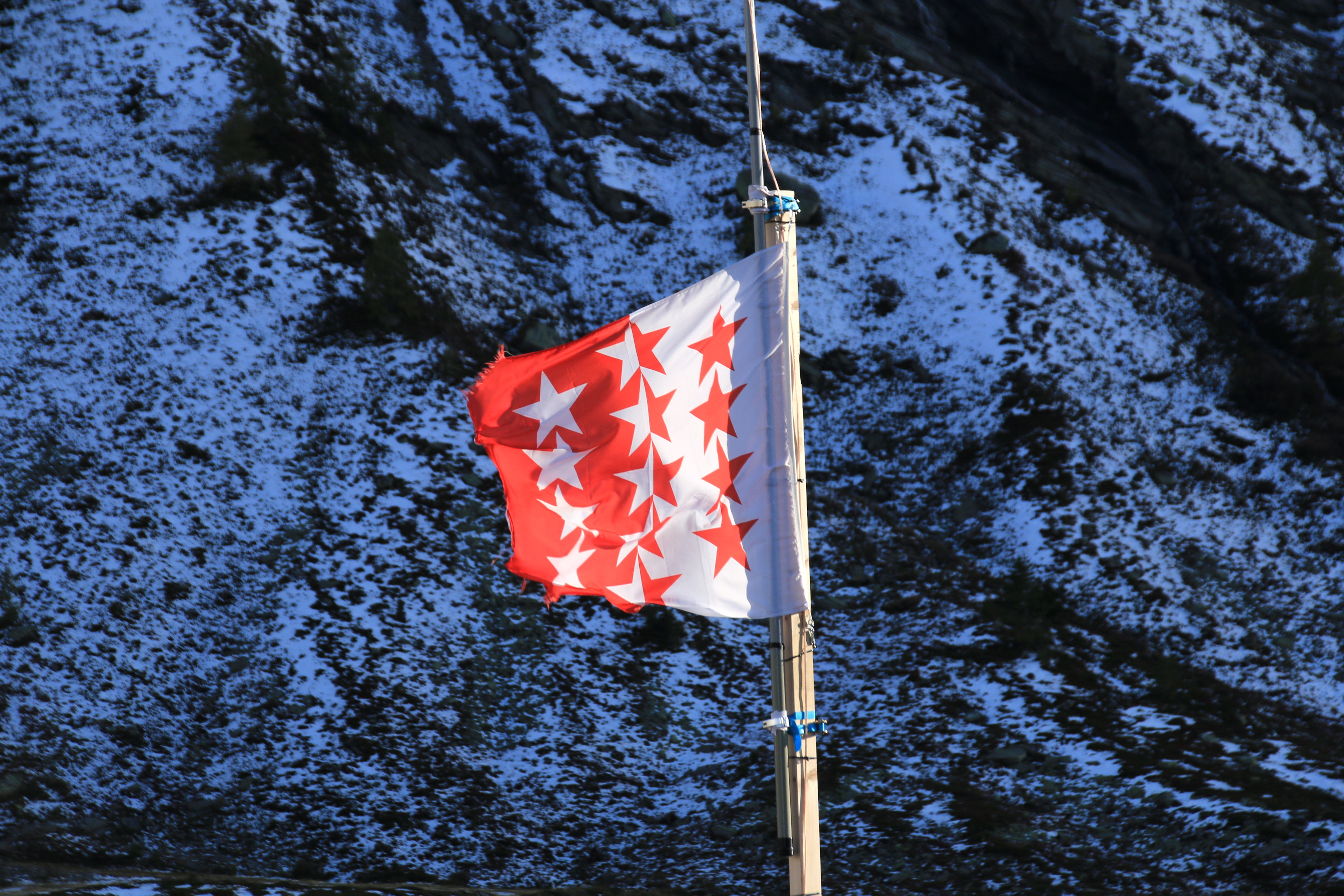
Die Walliserfahne vor dem Hübschhorn

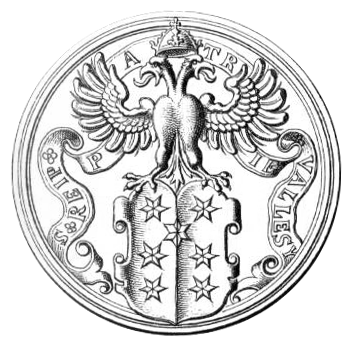
Das Siegel des Kantons Wallis von 1582

Die Walliser Fahne zeigt 13 Sterne in drei vertikalen Reihen (Verteilung 4-5-4) auf rot-weissem Grund. Die rote Hälfte mit den weissen Sternen ist rechts, die fünf mittleren Sterne sind zweifarbig. Wird die Fahne an einem Fahnenmast montiert, so steht die weisse Hälfte mit den roten Sternen an der Mastseite, bildet also das Liek.
Rot und Weiss (früher Rot und Silber) sind die Farben des Bischofs von Sitten. Die 13 Sterne repräsentieren die Zehnden, was eine alte Bezeichnung für die Bezirke des Wallis ist. Die Fahne und das Wappen, damals noch ohne Sterne, gibt es wohl schon seit dem Jahr 999, als Rudolf III. das Wallis dem Bistum Sitten übergab. Urkundlich belegt ist die Fahne seit 1220. Quellen von Ende des 15. Jahrhunderts zeigen Wappen mit 6, 7, 9, 11 und 16 Sternen. Ab 1802 waren es zwölf Sterne, mit dem neuen Bezirk Conthey kam am 12. Mai 1815 der 13. und bisher letzte Stern hinzu.

### Walliser Hymnen
Seit dem Jahr 2016 sind das Walliser Lied «Wallis, unser Heimatland» und die dazugehörige Instrumentalversion des Marignan-Marsches nun auch offiziell die Walliser Kantonshymnen. Das «Walliser Lied» aus dem Jahre 1890 von Leo Luzian von Roten (Text) und Ferdinand Othon Wolf (Melodie) galt im Volksmund schon lange als Walliser Hymne. Der Schweizer Komponist Jean Daetwyler liess das bekannte Walliser Lied in den Marignan-Marsch einfliessen, den er 1939 zum 50. Jubiläum des Mittelwalliser Musikverbands komponierte.

### Walliser Küche
Der Kanton Wallis hat eine eigenständige Küche entwickelt, welche sich von anderen Schweizer Regionalküchen unterscheidet. Typische regionale Produkte sind das runde Walliser Roggenbrot aus Roggenvollkornmehl mit maximal 10 % Weizenanteil, das magere, gesalzene und durch Lufttrockenreifung haltbar gemachte Rindfleisch – das Walliser Trockenfleisch – und der Walliser Safran.
Der Walliser Teller (auch Walliser Platte genannt) besteht aus in dünnen Scheiben geschnittenem Walliser Trockenfleisch aus Rind- sowie Walliser Trockenspeck und Walliser Rohschinken (walliserdeutsch Hamma) aus Schweinefleisch, Walliser Trockenwurst (walliserdeutsch Hüswurscht) aus Rind- und Schweinefleisch – wobei die Fleischwaren alle mittels Lufttrockenreifung haltbar gemacht werden – sowie Walliser Roggenbrot und Walliser (Schnitt- und Hobelkäse).
Typische Gerichte sind das Walliser Raclette, das Gesottene (walliserdeutsch Gsottus) und die Cholera. Der Walliser Raclettekäse zeichnet sich durch seine frische und würzige Art aus, wobei Walliser Raclette AOP eine geschützte Ursprungsbezeichnung ist. Gsottus besteht aus luftgetrocknetem und gekochtem Schweine- und Rindfleisch, Speck und Wurstwaren und wird zusammen mit Sauerkraut oder Weisskohl und Kartoffeln serviert. Die Cholera ist ein Gemüsekuchen mit Lauch, Kartoffeln, Käse und Äpfeln.
Als typische Weine gelten der Walliser Weisswein Fendant und der Walliser Rotwein Dôle. Der Name Fendant ist eine geschützte Ursprungsbezeichnung und darf einzig von Weinen getragen werden, die aus dem Kanton Wallis stammen. Auch der Dôle ist ein AOC-zertifizierter Wein. Als echte Raritäten sind sowohl die Walliser Rotweinsorten Durize und Eyholzer als auch die Walliser Weissweinsorten Gletscherwein, Heida, Himbertscha, Lafnetscha, Mennas, Planscher und Resi zu erwähnen.
Neben Weinen ist auch die Bezeichnung Walliser Roggenbrot im Register der Ursprungsbezeichnungen (GUB / AOP) eingetragen und somit eine geschützte Marke. Auch die Angaben Walliser Trockenfleisch und Munder Safran sind geschützt; der Walliser Rohschinken und der Walliser Trockenspeck sind als IGP geschützt.

## Bevölkerung

### Sprachen
Östlich von Siders (Sierre), im Oberwallis, wird Deutsch bzw. Walliserdeutsch, ein höchstalemannischer Dialekt, gesprochen. In und westlich von Siders im Mittelwallis und im Unterwallis wird Französisch bzw. teilweise frankoprovenzalische Mundart gesprochen. Die Sprachgrenze bildet nördlich der Rhone der kleine Bach Raspille zwischen Siders und Salgesch. Südlich der Rhone wird die Sprachgrenze durch den Pfynwald markiert. Kantonale Amtssprachen sind Französisch und Deutsch, kommunale Amtssprache entweder Französisch oder Deutsch. Bei der Volkszählung 2000 lag der Anteil der Französisch sprechenden Bevölkerung bei 62,8 Prozent, Deutsch sprachen 28,4 Prozent, Italienisch 2,2 Prozent und andere Sprachen rund 6,6 Prozent.

### Religionen
Das Wallis ist ein römisch-katholischer Kanton. Sein Gebiet stimmt im Wesentlichen mit dem des Bistums Sitten überein, eine Gründung des 4. Jahrhunderts und vom 11. bis zum 18. Jahrhundert Fürstbistum des Heiligen Römischen Reichs. Zusammen mit Appenzell Innerrhoden ist das Wallis einer von zwei Schweizer Kantonen, die keine kantonalen Landeskirchen kennen. Erst im 19. Jahrhundert bildete sich durch Zuwanderung, v. a. bedingt durch den Eisenbahnbau, eine kleine reformierte Minderheit. Die Evangelisch-reformierte Kirchen der Schweiz sind heute vertreten mit der Evangelisch-Reformierten Kirche des Wallis.
Eine deutliche Mehrheit der Walliser Bevölkerung verbleibt bei der römisch-katholischen Kirche. Im Jahr 2017 waren dies 77,2 Prozent (263'484 Personen) der Gesamtbevölkerung, daneben waren 5,9 Prozent (20'071 Personen) Mitglied der evangelisch-reformierten Kirche (100 Prozent: 341'463 Personen).
Bei der Volkszählung im Jahr 2000 waren 81,2 Prozent der Walliser Gesamtbevölkerung katholischen Glaubens, 6,3 Prozent waren protestantischer Konfession.
Abgesehen von der römisch-katholischen und der reformierten Kirche liegen seit der Volkszählung 2000 keine Zahlen zur Religionszugehörigkeit der Gesamtbevölkerung des Kanton Wallis mehr vor. Das Bundesamt für Statistik führt jedoch Stichprobenerhebungen durch, bei welchen auch andere Religionsgemeinschaften im Kanton Wallis erfasst werden. Bei der Stichprobenerhebung von 2017 bekannten sich 3,3 Prozent der Befragten ab 15 Jahren im Kanton Wallis zu einer anderen christlichen Konfession (weder römisch-katholisch noch evangelisch-reformiert), 3,4 Prozent zum Islam, und 0,7 Prozent gaben an, Mitglied einer anderen Religionsgemeinschaften zu sein, und 15,3 Prozent waren konfessionslos.
| Religion                            | Total der Befragten | Schweizer Staats- angehörigkeit | Schweizer ohne Migrations- hintergrund | Schweizer mit Migrations- hintergrund | Ausländische Staats- angehörigkeit |
| ----------------------------------- | ------------------- | ------------------------------- | -------------------------------------- | ------------------------------------- | ---------------------------------- |
| Christentum                         | 78                  | 82                              | 85                                     | 64                                    | 65                                 |
| – römisch-katholisch                | 70                  | 74                              | 77                                     | 52                                    | 56                                 |
| – evangelisch-reformiert            | 05                  | 06                              | 07                                     | 04                                    | 02                                 |
| – andere christliche Konfession     | 03                  | 02                              | 01                                     | 08                                    | 07                                 |
| andere Religionen                   | 04                  | 03                              | 01                                     | 14                                    | 12                                 |
| – muslimisch                        | 03                  | 02                              | 0                                      | 12                                    | 10                                 |
| – übrige Religionsgemeinschaften    | 01                  | 01                              | 01                                     | 02                                    | 02                                 |
| konfessionslos                      | 15                  | 14                              | 12                                     | 20                                    | 22                                 |
| übrige Religionen bzw. keine Angabe | 03                  | 01                              | 02                                     | 02                                    | 01                                 |

### Abwanderung
Viele Menschen aus den Alpenkantonen zieht es, zumindest vorübergehend, in die städtischen Ballungszentren des schweizerischen Mittellandes. Auch das Wallis ist von dieser Wanderungsbewegung betroffen. Jährlich verlassen zahlreiche, vorwiegend junge Leute das Tal, um an einem anderen Ort zu arbeiten oder an einer Hochschule (Universität etc.), berufsbildenden Schule (Berufsschule etc.) oder in einem Betrieb eine Lehre zu absolvieren. Die meisten von ihnen tun dies, weil die Möglichkeiten dazu im Wallis beschränkt sind. Sie finden keine ihnen entsprechende Anstellung oder die angestrebte Lehre wird nicht angeboten. Teilweise besitzen die ausserhalb lebenden Walliser eigene Ferienhäuser, die sie zum Wandern oder Skifahren aufsuchen. Ein Teil der Ausgewanderten kehrt nach einigen Jahren oder dem Abschluss der Lehre ins Wallis zurück. Insbesondere für Hochschulabgänger ist es oft schwierig, im Wallis eine ihrer Ausbildung entsprechende Stelle zu finden. Statistische Erhebungen von 2004 zufolge arbeiteten tatsächlich rund zwei von drei Wallisern mit einer höheren Ausbildung nach deren Abschluss nicht im Heimatkanton. Damit verliert das Wallis jährlich zahlreiche hochqualifizierte Arbeitskräfte und dementsprechend Kapital (Talentabwanderung). Der Kanton investiert jährlich rund 50 Millionen Schweizer Franken in die höhere Ausbildung von Personen, die zukünftig ausserhalb des Kantons arbeiten und leben.

## Verfassung und Politik
Die gegenwärtige Kantonsverfassung datiert vom 8. März 1907; sie hat seither zahlreiche Teilrevisionen erfahren.

### Legislative
Gesetzgebende Behörde ist der Grosse Rat (Grand Conseil). Er zählt 130 vom Volk im Proporzsystem auf vier Jahre gewählte Mitglieder. Gleichzeitig mit den Abgeordneten werden jeweils 130 Stellvertreter (Suppleanten) gewählt.
Vom Grossen Rat erlassene Gesetze unterliegen der Volksabstimmung, falls eine solche innert 90 Tagen nach deren Veröffentlichung von 3000 Stimmberechtigten verlangt wird (fakultatives Referendum). Obligatorisch der Volksabstimmung unterliegen die Teil- und die Partialrevision der Kantonsverfassung (obligatorisches Referendum). Das Volk hat überdies das Recht, mittels Volksinitiative selbst die Ausarbeitung, Änderung oder Aufhebung eines Gesetzes oder die Ausarbeitung oder Änderung der Verfassung zu verlangen. Für eine Gesetzesinitiative braucht es die Unterschrift von 4000 Stimmberechtigten, für eine Verfassungsinitiative deren 6000.
| Partei                                                                                  | 2001 | 2005 | 2009 | 2013 | 2017 | 2021 | 2025 | |
| --------------------------------------------------------------------------------------- | ---- | ---- | ---- | ---- | ---- | ---- | ---- | --- |
| Die Mitte (früher Christlichdemokratische Volkspartei CVP)                              | 61   | 58   | 54   | 49   | 45   | 40   | 42   | Wahl zum Walliser Grossrat vom 2. März 2025Wahlbeteiligung: 45,60 % 50403020100 40,319,518,112,56,02,41,1keine MitteSVPFDPSPGrüneEAGLPSonst.Gewinne und Verlusteim Vergleich zu 2021 %p 4 2 0 −2 −4+2,1+2,6−1,6+2,4−3,5+1,8+0,2−4,0MitteSVPFDPSPGrüneEAGLPSonst. Sitzverteilung im Grossen Rat seit dem 2. März 2025Insgesamt 130 Sitze - Grüne: 8 - SP: 19 - EA: 1 - Mitte: 49 - FDP: 27 - SVP: 26 |
| Neo – Die sozialliberale Mitte (bis 2023 Christlichsoziale Volkspartei Oberwallis CSPO) | 14   | 15   | 14   | 12   | 10   | 8    | 7    | Wahl zum Walliser Grossrat vom 2. März 2025Wahlbeteiligung: 45,60 % 50403020100 40,319,518,112,56,02,41,1keine MitteSVPFDPSPGrüneEAGLPSonst.Gewinne und Verlusteim Vergleich zu 2021 %p 4 2 0 −2 −4+2,1+2,6−1,6+2,4−3,5+1,8+0,2−4,0MitteSVPFDPSPGrüneEAGLPSonst. Sitzverteilung im Grossen Rat seit dem 2. März 2025Insgesamt 130 Sitze - Grüne: 8 - SP: 19 - EA: 1 - Mitte: 49 - FDP: 27 - SVP: 26 |
| FDP.Die Liberalen (FDP)                                                                 | —    | —    | 28   | 28   | 26   | 27   | 27   | Wahl zum Walliser Grossrat vom 2. März 2025Wahlbeteiligung: 45,60 % 50403020100 40,319,518,112,56,02,41,1keine MitteSVPFDPSPGrüneEAGLPSonst.Gewinne und Verlusteim Vergleich zu 2021 %p 4 2 0 −2 −4+2,1+2,6−1,6+2,4−3,5+1,8+0,2−4,0MitteSVPFDPSPGrüneEAGLPSonst. Sitzverteilung im Grossen Rat seit dem 2. März 2025Insgesamt 130 Sitze - Grüne: 8 - SP: 19 - EA: 1 - Mitte: 49 - FDP: 27 - SVP: 26 |
| Freisinnig-Demokratische Partei (FDP)                                                   | 32   | 28   | —    | —    | —    | —    | —    | Wahl zum Walliser Grossrat vom 2. März 2025Wahlbeteiligung: 45,60 % 50403020100 40,319,518,112,56,02,41,1keine MitteSVPFDPSPGrüneEAGLPSonst.Gewinne und Verlusteim Vergleich zu 2021 %p 4 2 0 −2 −4+2,1+2,6−1,6+2,4−3,5+1,8+0,2−4,0MitteSVPFDPSPGrüneEAGLPSonst. Sitzverteilung im Grossen Rat seit dem 2. März 2025Insgesamt 130 Sitze - Grüne: 8 - SP: 19 - EA: 1 - Mitte: 49 - FDP: 27 - SVP: 26 |
| Liberale Partei der Schweiz (LPS)                                                       | 03   | 02   | —    | —    | —    | —    | —    | Wahl zum Walliser Grossrat vom 2. März 2025Wahlbeteiligung: 45,60 % 50403020100 40,319,518,112,56,02,41,1keine MitteSVPFDPSPGrüneEAGLPSonst.Gewinne und Verlusteim Vergleich zu 2021 %p 4 2 0 −2 −4+2,1+2,6−1,6+2,4−3,5+1,8+0,2−4,0MitteSVPFDPSPGrüneEAGLPSonst. Sitzverteilung im Grossen Rat seit dem 2. März 2025Insgesamt 130 Sitze - Grüne: 8 - SP: 19 - EA: 1 - Mitte: 49 - FDP: 27 - SVP: 26 |
| Schweizerische Volkspartei (SVP)                                                        | 01   | 06   | 12   | 21   | 23   | 22   | 26   | Wahl zum Walliser Grossrat vom 2. März 2025Wahlbeteiligung: 45,60 % 50403020100 40,319,518,112,56,02,41,1keine MitteSVPFDPSPGrüneEAGLPSonst.Gewinne und Verlusteim Vergleich zu 2021 %p 4 2 0 −2 −4+2,1+2,6−1,6+2,4−3,5+1,8+0,2−4,0MitteSVPFDPSPGrüneEAGLPSonst. Sitzverteilung im Grossen Rat seit dem 2. März 2025Insgesamt 130 Sitze - Grüne: 8 - SP: 19 - EA: 1 - Mitte: 49 - FDP: 27 - SVP: 26 |
| Sozialdemokratische Partei der Schweiz (SP)                                             | 18   | 21   | 17   | 14   | 13   | 15   | 19   | Wahl zum Walliser Grossrat vom 2. März 2025Wahlbeteiligung: 45,60 % 50403020100 40,319,518,112,56,02,41,1keine MitteSVPFDPSPGrüneEAGLPSonst.Gewinne und Verlusteim Vergleich zu 2021 %p 4 2 0 −2 −4+2,1+2,6−1,6+2,4−3,5+1,8+0,2−4,0MitteSVPFDPSPGrüneEAGLPSonst. Sitzverteilung im Grossen Rat seit dem 2. März 2025Insgesamt 130 Sitze - Grüne: 8 - SP: 19 - EA: 1 - Mitte: 49 - FDP: 27 - SVP: 26 |
| Grüne Schweiz (Grüne)                                                                   | 0    | 0    | 02   | 02   | 08   | 13   | 8    | Wahl zum Walliser Grossrat vom 2. März 2025Wahlbeteiligung: 45,60 % 50403020100 40,319,518,112,56,02,41,1keine MitteSVPFDPSPGrüneEAGLPSonst.Gewinne und Verlusteim Vergleich zu 2021 %p 4 2 0 −2 −4+2,1+2,6−1,6+2,4−3,5+1,8+0,2−4,0MitteSVPFDPSPGrüneEAGLPSonst. Sitzverteilung im Grossen Rat seit dem 2. März 2025Insgesamt 130 Sitze - Grüne: 8 - SP: 19 - EA: 1 - Mitte: 49 - FDP: 27 - SVP: 26 |
| Christlich-soziale Partei (CSP)                                                         | 0    | 0    | 03   | 03   | 04   | 04   | —    | Wahl zum Walliser Grossrat vom 2. März 2025Wahlbeteiligung: 45,60 % 50403020100 40,319,518,112,56,02,41,1keine MitteSVPFDPSPGrüneEAGLPSonst.Gewinne und Verlusteim Vergleich zu 2021 %p 4 2 0 −2 −4+2,1+2,6−1,6+2,4−3,5+1,8+0,2−4,0MitteSVPFDPSPGrüneEAGLPSonst. Sitzverteilung im Grossen Rat seit dem 2. März 2025Insgesamt 130 Sitze - Grüne: 8 - SP: 19 - EA: 1 - Mitte: 49 - FDP: 27 - SVP: 26 |
| Entremont Autrement                                                                     | 0    | 0    | 0    | 01   | 01   | 01   | 01   | Wahl zum Walliser Grossrat vom 2. März 2025Wahlbeteiligung: 45,60 % 50403020100 40,319,518,112,56,02,41,1keine MitteSVPFDPSPGrüneEAGLPSonst.Gewinne und Verlusteim Vergleich zu 2021 %p 4 2 0 −2 −4+2,1+2,6−1,6+2,4−3,5+1,8+0,2−4,0MitteSVPFDPSPGrüneEAGLPSonst. Sitzverteilung im Grossen Rat seit dem 2. März 2025Insgesamt 130 Sitze - Grüne: 8 - SP: 19 - EA: 1 - Mitte: 49 - FDP: 27 - SVP: 26 |

### Exekutive
Die oberste Vollziehungs- und Verwaltungsbehörde ist der aus fünf Mitgliedern bestehende Staatsrat (Conseil d’État). Die Wahl erfolgt direkt durch das Volk im Majorzsystem auf vier Jahre. Die drei verfassungsmässigen Regionen (Ober-, Mittel- und Unterwallis) haben Anrecht auf mindestens einen Sitz im Staatsrat. Die Bezirksklausel verhindert die doppelte Vertretung eines Bezirkes im Staatsrat.
Der Staatskanzler (Stabsstelle des Staatsrates) sowie die Regierungsstatthalter und Regierungsstatthalter-Stellvertreter (Vertreter der Regierung auf Bezirksebene) werden vom Staatsrat ernannt.
| Staatsrat            | Partei    | Region       | Amtszeit seit | Departement                                           |
| -------------------- | --------- | ------------ | ------------- | ----------------------------------------------------- |
| Christophe Darbellay | Mitte/CVP | Unterwallis  | 2017          | Departement für Volkswirtschaft und Bildung           |
| Stéphane Ganzer      | FDP       | Mittelwallis | 2025          | Departement für Sicherheit, Institutionen und Sport   |
| Franz Ruppen         | SVP       | Oberwallis   | 2021          | Departement für Mobilität, Raumentwicklung und Umwelt |
| Franziska Biner      | Mitte/CVP | Oberwallis   | 2025          | Departement für Finanzen und Energie                  |
| Mathias Reynard      | SP        | Mittelwallis | 2021          | Departement für Gesundheit, Soziales und Kultur       |

Die Wahl erfolgte am 2. März 2025. Die Zusammensetzung für die neue Legislaturperiode, welche am 1. Mai 2021 beginnt, wurde am 28. März 2021 im zweiten Wahlgang entschieden.
Siehe auch: Liste der Staatsräte der Republik und des Kantons Wallis, Liste der Präsidenten des Staatsrates der Republik und des Kantons Wallis, Liste der Vizepräsidenten des Staatsrates der Republik und des Kantons Wallis, Liste der Staatskanzler des Kantons Wallis

### Judikative
Oberstes kantonales Gericht ist das Kantonsgericht mit Sitz in Sitten (Sion). Es ist für Zivil- und Straffälle sowie für das Sozialversicherungsrecht und das Verwaltungsrecht zuständig. Für Zivil- und Straffälle in erster Instanz bestehen neun Bezirksgerichte. Auf Ebene der Gemeinden bestehen ein Gemeinderichteramt als Schlichtungsbehörde sowie ein Polizeigericht.

### Gemeinden
Öffentlichrechtliche Gemeindearten sind die Einwohnergemeinden, die im Wallis Munizipalgemeinden heissen, die Burgergemeinden und die Pfarr- bzw. Kirchgemeinden.
Munizipalgemeinden gibt es 126 (Stand 2017). Sie sind die Träger der lokalen Selbstverwaltung. Weiter gibt es 141 Burgergemeinden (u. a. Verwaltung der burgerlichen Güter), 157 römisch-katholische Pfarrgemeinden sowie 10 evangelisch-reformierte Kirchgemeinden.

### Parteiensystem
Im Kanton Wallis hat die Christlichdemokratische Volkspartei (CVP, einschliesslich der – der nationalen CVP angeschlossen – Christlichsozialen Volkspartei Oberwallis) ihre dominante Stellung eingebüsst. Zwar hält sie in der nach Majorzwahl gewählten Regierung nach wie vor die absolute Mehrheit inne, im nach Proporzwahl gewählten Parlament hat sie 2013 die absolute Mehrheit verloren. Nicht nur die CVP, sondern auch die CSP, die FDP, die SP und die SVP gliedern sich in autonome deutsch- und französischsprachige Parteien.

### Vertretung auf Bundesebene
Der Kanton Wallis hat acht Sitze im Nationalrat und zwei Sitze im Ständerat.

## Wirtschaft
2022 betrug das Bruttoinlandsprodukt (BIP) 21,8 Milliarden Franken (Platz 12 unter den 26 Kantonen). Mit einem BIP pro Kopf von 61'387 Franken (2022) belegte der Kanton Platz 25 und damit den vorletzten Platz.

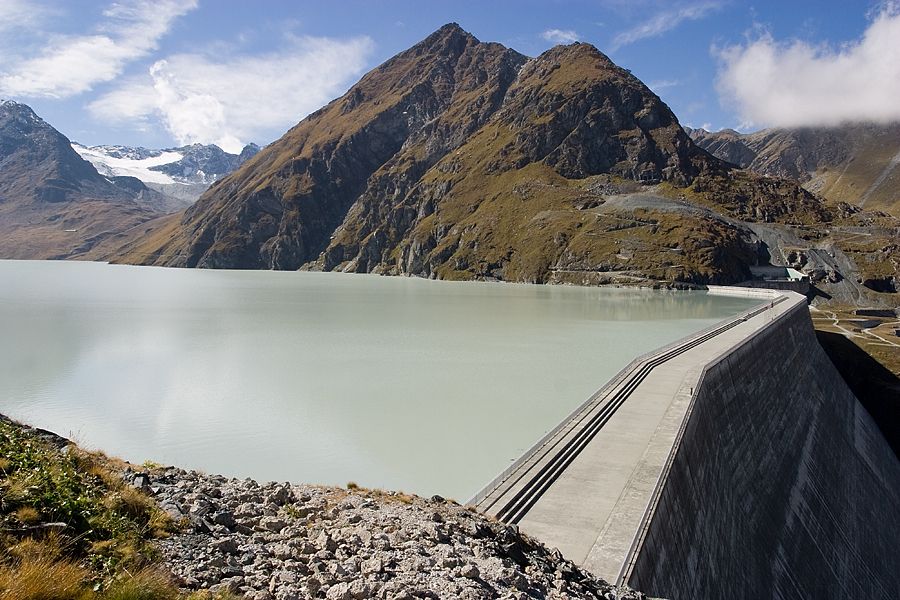
Grande Dixence, eine der höchsten Staumauern der Welt

### Stauseen
Die Staumauer Grande Dixence am Lac des Dix ist mit einer Höhe von 285 m eine der höchsten der Welt und die höchste Europas. Der Stausee liegt auf einer Höhe von 2365 m ü. M. und hat ein Fassungsvermögen von 400 Millionen Kubikmetern Wasser. Die zweithöchste Staumauer der Schweiz ist die des Lac de Mauvoisin mit einer Höhe von 250 m. Der Lac de Tseuzier liegt in einem Talkessel, der von bis zu 3200 m ü. M. hohen Bergen umgeben ist. Der Lac de Moiry hat eine hell-türkise Farbe und liegt an der Strecke des Race across the Alps. Mit den Parc d’Attractions du Châtelard wird die Gegend um den Lac d’Emosson erschlossen, am 300 Meter höher gelegenen Lac du Vieux Emosson gibt es über 800 rund 250 Millionen Jahre alte Fussabdrücke von Dinosauriern. Nördlich des Sanetschpasses wurde zwischen 1959 und 1966 der Sanetschsee aufgestaut. Beim Bau des Staudamms am Stausee Mattmark kam es 1965 zu einem der schwersten Unglücke im Schweizer Bauwesen – 88 Bauarbeiter starben, als eine Gletscherzunge auf ihr Barackendorf stürzte. Der Griessee an der Grenze zu Italien wird vom Griesgletscher gespeist, der Stausee Ferden wurde 1975 gebaut und hat eine Länge von 1 km. Oberhalb der Massaschlucht liegt der Stausee Gibidum, der vom grössten Gletscher der Alpen, dem Aletschgletscher, gespeist wird.

### Fremdenverkehr
Der Tourismus ist der wichtigste Wirtschaftssektor im Wallis.

#### Oberwallis

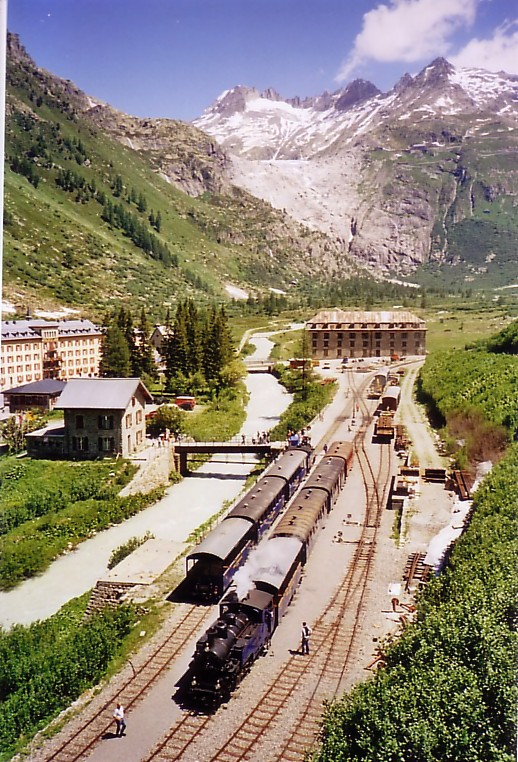
Bahnhof Gletsch mit Zügen der Dampfbahn Furka-Bergstrecke

Im Bezirk Goms wurde 1850 der Hotelier César Ritz geboren. Im Ort Fiesch-Eggishorn leben 968 Einwohner und es gibt über 4000 Gästebetten, in Bellwald sind es bei 460 Einwohnern 4300 Betten. Binn liegt im Binntal, das für seine Mineralienfunde bekannt ist. Rund 200 verschiedene Mineralien wurden hier gefunden, über ein Dutzend kommen nirgends sonst vor. Im Binntal leben drei Berufsstrahler, die vom Mineraliensammeln leben. Die Kirche in Ernen ist seit 1214 urkundlich bezeugt, im Dorfkern stehen heute viele bis zu 500 Jahre alte Häuser. In der Gemeinde Obergoms liegt die Endstation der Dampfbahn Furka-Bergstrecke, die in Realp im Kanton Uri beginnt. Sie führt über die Steffenbachbrücke nach Tiefenbach und weiter durch den Furka-Scheiteltunnel über Gletsch nach Oberwald. Der erste Teil der Bahn wurde 1992 wiedereröffnet, der letzte Teil zwischen Gletsch und Oberwald im August 2010.
Das Aletschgebiet, das sich über die Bezirke Goms, Östlich Raron und Brig erstreckt, liegt im Zentrum des UNESCO-Weltnaturerbes Schweizer Alpen Jungfrau-Aletsch. Namensgebend ist der grösste Gletscher der Alpen, der Aletschgletscher. Am Gletscher liegt die Bettmeralp, sie kann durch zwei Luftseilbahnen erreicht werden. Da die Bettmeralp oberhalb des Rhonetals liegt, kann bei Inversionswetterlagen ein nebelgefülltes Tal vom sonnigen Hochplateau aus beobachtet werden. Die Fiescheralp liegt auf demselben Hochplateau und ist einer der drei Zugangsorte zum Skigebiet Aletsch Arena, das 104 Pistenkilometer umfasst. Auf dem Gebiet von Riederalp liegt der Aletschwald, ein alter Arven-Lärchenwald, direkt am Aletschgletscher. Der Wald wurde 1933 von der Naturschutzorganisation Pro Natura gepachtet und unter Schutz gestellt, die Villa Cassel in Riederalp dient heute als Informationszentrum von Pro Natura.
In Brig steht das zwischen 1651 und 1671 errichtete Stockalperschloss, einer der grössten privaten Barockbauten der Schweiz. Das Schloss besitzt einen dreistöckigen Arkadenhof und drei quadratische Zwiebeltürme, die nach den Heiligen Drei Königen Kaspar, Melchior und Balthasar benannt werden. In der Gemeinde Termen liegen die Sommer- und Wintersportorte Rosswald und Blatten bei Naters. Im Sommer können Touristen auf dem Massaweg durch die 6,5 km lange Massaschlucht wandern und im Winter unter anderem auf der Belalp auf über 3000 m ü. M. Skifahren (66 km Skipisten und 4 km Langlaufloipen). Unter dem Namen Belalp Hexe werden seit 1983 jährlich verschiedene Skirennen auf der Belalp gefahren, die Hexenabfahrt ist 12 km lang und überwindet einen Höhenunterschied von 1800 m, es nehmen rund 2000 Teilnehmer an den Rennen teil. In Birgisch und Mund gibt es mehrere teilweise sehr alte Suonen, diese Wasserleitungen wurden früher im trockenen Innerwallis zur Bewässerung von Feldern und Wiesen benötigt. Die Suone Wyssa oberhalb von Mund wurde erstmals 1426 erwähnt, könnte aber schon im Jahr 930 errichtet worden sein.

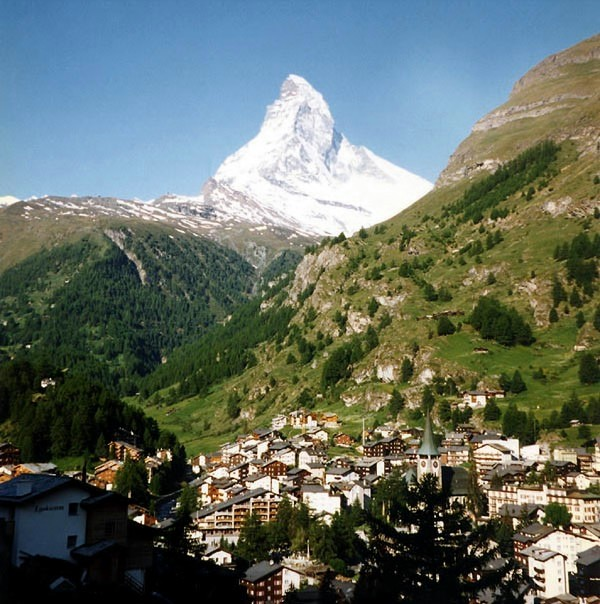
Zermatt mit dem Matterhorn

Visp ist ein kulturelles Zentrum des Oberwallis, im Kulturzentrum La Poste finden regelmässig Opern, Theatervorstellungen und Konzerte statt. Bekannt wurde Visperterminen mit seinem Weisswein Heida (ein Savagnin), der am höchstgelegenen Weinberg nördlich des Alpenhauptkammes wächst. Die Ritibrücke in Neubrück unterhalb von Stalden ähnelt der Stari most und wurde 1599 gebaut, die Kinnbrücke in Stalden 1544. Im Staldenrieder Weiler Gspon liegt auf rund 2000 m die GsponArena des FC Gspon, laut eigenen Angaben der höchstgelegene Fussballplatz Europas. Die Alp von Törbel ist die Moosalp, hier finden jedes Jahr im Zuge des Alpaufzuges Ringkuhkämpfe statt. Oberhalb von St. Niklaus und Grächen liegen der Riedgletscher und die Bordierhütte, von der aus der Nadelgrat und der Gipfel des Balfrin bestiegen werden kann.
Zudem beheimatet St. Niklaus das weltweit einzigartige Bergführermuseum, welches seine Besucher in die Zeit der Alpen- und insbesondere der Zaniglaser Bergführerpioniere entführt, die vor allem über die ersten zwei Generationen hinweg in der ersten Reihe standen und weltweit das Bergführerwesen in den verschiedensten Bereichen massgeblich prägten. Von den insgesamt 82 Gipfeln der Viertausender der Alpen umgeben 36 das Mattertal, das sich von Stalden über St. Niklaus bis Zermatt zieht, darunter mit der Dufourspitze der höchste Berg der Schweiz und einer der Seven Second Summits. Das Matterhorn liegt zwischen Zermatt und Breuil-Cervinia, der von Zermatt aus begangene Hörnligrat (Nordostgrat) ist die am häufigsten begangene Aufstiegsroute und zusammen mit dem Liongrat (Südwestgrat) auch die einfachste, mit einer Schwierigkeit von «III+» auf der UIAA-Skala.
Durch das Saastal fliesst die Saaservispa, im Zentrum des Tals liegt Saas-Grund. Die Antoniuskapelle in Bidermatten steht in der Gemeinde Saas-Balen, gehört jedoch zur Pfarrei St. Bartholomäus in Saas-Grund. Das Gebetshäuslein neben der Kapelle ist aus dem Jahr 1619 und die älteste Kapelle des Saastals. Saas-Fee ist ein Skiort oberhalb von Saas-Grund, auch im Sommer kann auf dem Feegletscher Ski gefahren werden. Eine Besonderheit von Saas-Fee stellt die Metro Alpin dar, eine Art U-Bahn die die Skifahrer von der Station «Felskinn» (2980 m ü. M.) zur Station «Mittelallalin» (3456 m ü. M.) bringt. Das südlichste der Saas-Dörfer ist Saas-Almagell, neben Tourismus spielt hier die Elektrizitätswirtschaft am Stausee Mattmark eine Rolle. Der See wurde 2008 komplett abgelassen, um Renovierungsarbeiten an ihm durchzuführen.

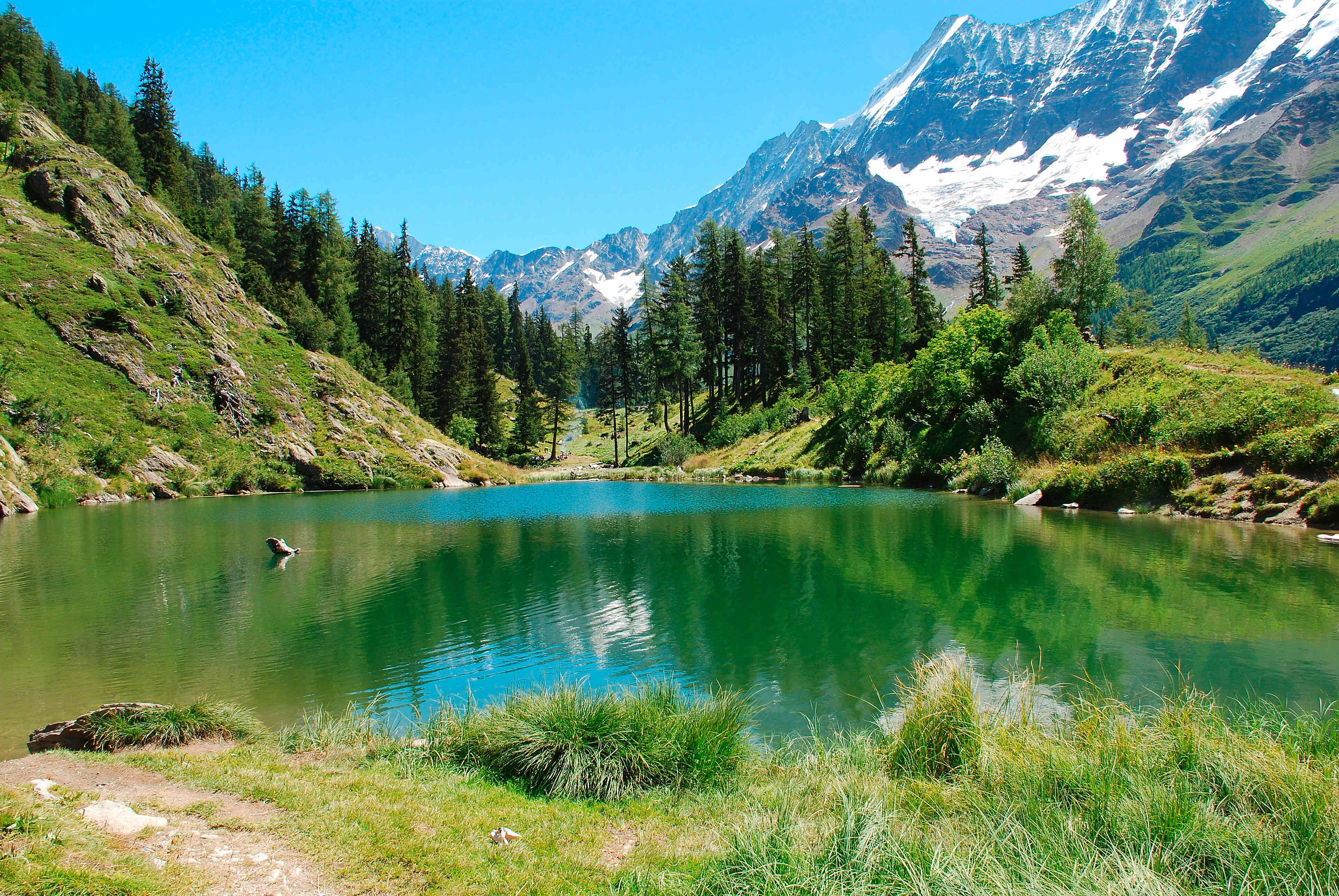
Der Schwarzsee bei Chiematt im Lötschental

Das Lötschental liegt im Bezirk Westlich Raron und wird von der Lonza durchflossen. Der im hintersten Ende des Lötschtals gelegene Langgletscher ist die Quelle des Flusses. Das alpine Skisportzentrum im Lötschental ist die Lauchernalp, neben einem der höchsten Skigebiete der Schweiz gibt es auch den höchsten Winterwanderweg Europas auf gut 3000 m Höhe. In Unterbäch stimmten 1957 erstmals Frauen in einer Schweizer Abstimmung ab, sie durften bei der eidgenössischen Urnenabstimmung über die Ausdehnung der Zivilschutzpflicht auf die Frauen teilnehmen. Die Gemeinde führte im selben Jahr das kommunale Wahlrecht für Frauen ein, 14 Jahre vor der bundesweiten Entscheidung, dass Frauen wählen dürfen.
Im Dalatal liegt Leukerbad, den Anfang des Tals bildet die Dalaschlucht. Hier führt seit 2004 der Thermalquellen-Steg entlang, auf dessen Wegstrecke die Thermalwasser führenden Gesteinsschichten zu sehen sind. Um Salgesch wird seit Ende des Zweiten Weltkriegs verstärkt Wein angebaut. Der Illgraben (ein Wildbachgerinne) trägt grosse Mengen Sedimente mit sich und hat durch mehrere Murgänge dafür gesorgt, dass die Rhone hier nicht kanalisiert werden konnte.
Zwischen Leuk und Siders liegt der Pfynwald, einer der grössten Föhrenwälder der Alpen und Teil des Naturparks Pfyn-Finges. Im Naturpark wachsen Orchideen und Kleine Kronwicken und es gibt sehr viele Insektenarten. Ein sieben Kilometer langer Abschnitt der Rhone fliesst durch den Park und breitet sich dort ungestört aus, mit Auwäldern, Inseln und Altarmen.

#### Mittelwallis
In der Nähe von Siders liegt das Val d’Anniviers, in dem etliche Skigebiete liegen und auch Walliser Trockenfleisch produziert wird. In der Gemeinde Anniviers liegt Zinal, im Sommer gibt es 300 km markierte Wanderwege, im Winter stehen Langlaufloipen und Abfahrtspisten bereit.

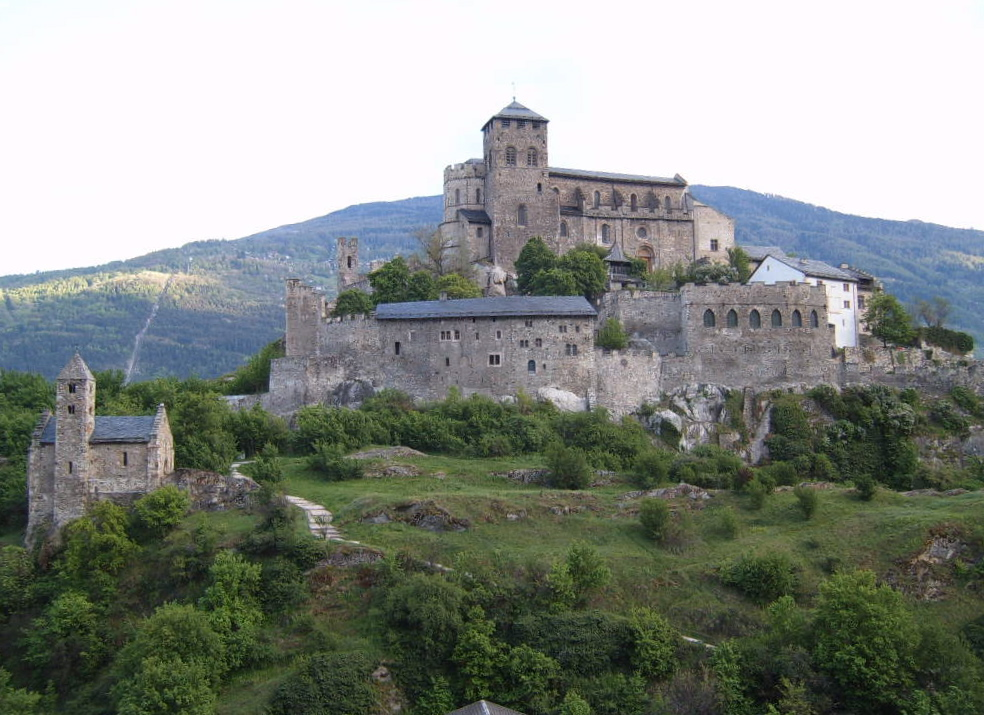
Basilique de Valère in Sitten

Das Stadtbild von Sitten ist mittelalterlich geprägt, in der Basilique de Valère steht eine der ältesten spielbaren Orgeln der Welt. Der Kern des heutigen Glockenturm der Kathedrale Unserer Lieben Frau entstand Ende des 12. Jahrhunderts. Neben 140 km Skipisten hat Crans-Montana mit dem Golf-Club Crans-sur-Sierre einen der ältesten Golfplätze der Schweiz, auf dem Platz wird jährlich das Omega European Masters ausgetragen.
Auf dem Gebiet von Conthey liegt der Lac de Derborence. Einer der gewaltigsten Bergstürze in der Schweiz im Frühjahr 1749 liess ihn entstehen, seit 1961 ist das Gebiet ein Naturschutzgebiet.

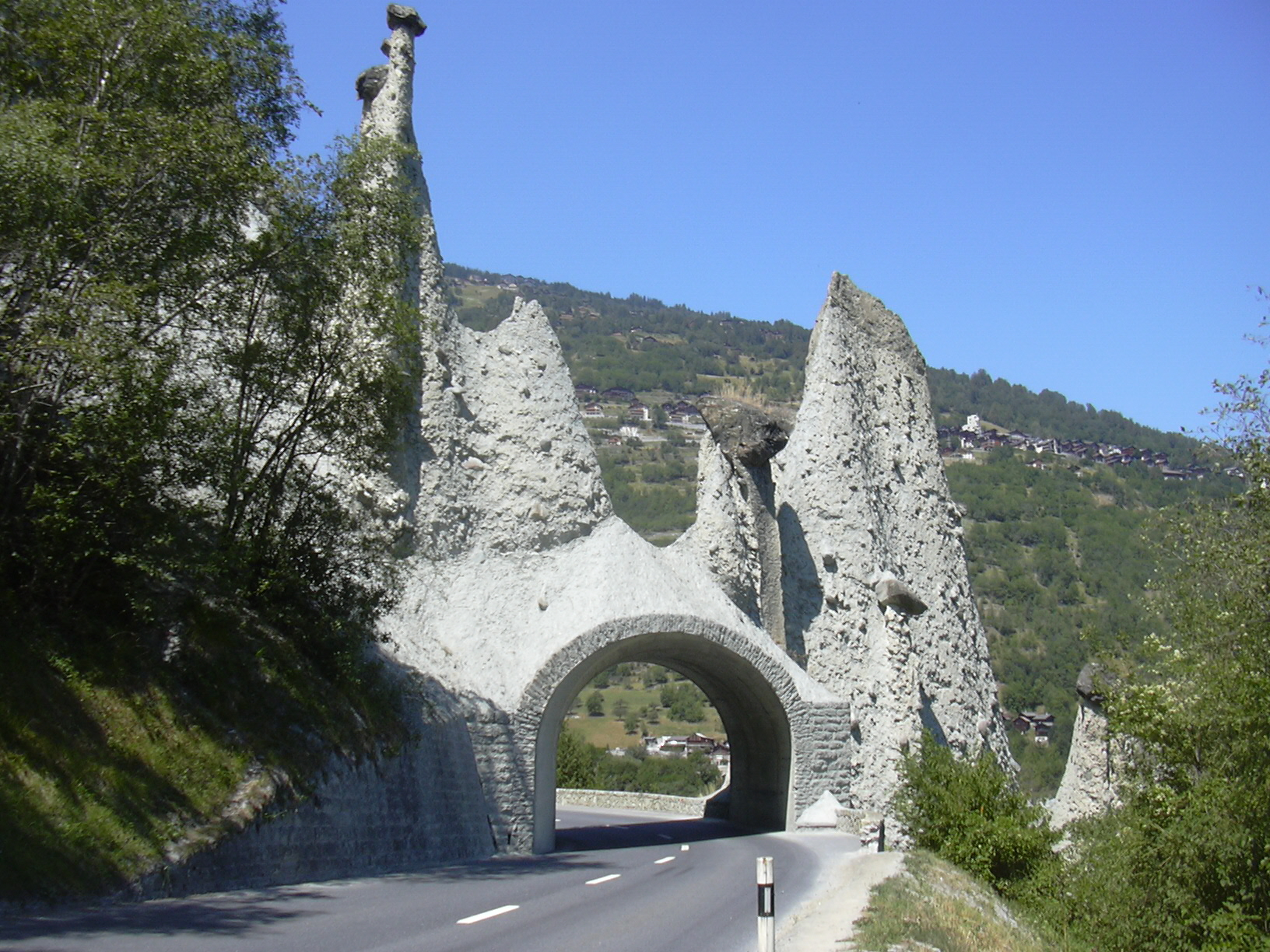
Strassentunnel durch die Erdpyramiden

In Ardon VS befindet sich eine Schlucht der Lizerne, an der senkrechten Felswand ist eine alte Suone aufgehängt. Evolène ist der Hauptort des Val d’Hérens, durch das die Borgne fliesst. Die Haute Route führt durch Arolla, einen Ferienort am oberen Talabschluss des Val d’Hérens. An der Landstrasse nach Euseigne liegen im Val d’Hérémence die Erdpyramiden von Euseigne. Sie bestehen aus einem Material das Betonmoräne genannt wird und entstanden nach der Würm-Kaltzeit. Ein kleiner Teil der Pyramiden wird von der Landstrasse in einem Tunnel durchbrochen.
Das 4-Vallées-Skigebiet liegt auf Gebiet der Gemeinden Nendaz, Verbier, Veysonnaz, Thyon und La Tzoumaz und ist mit 626 Pistenkilometer das grösste Skigebiet der Schweiz.

#### Unterwallis

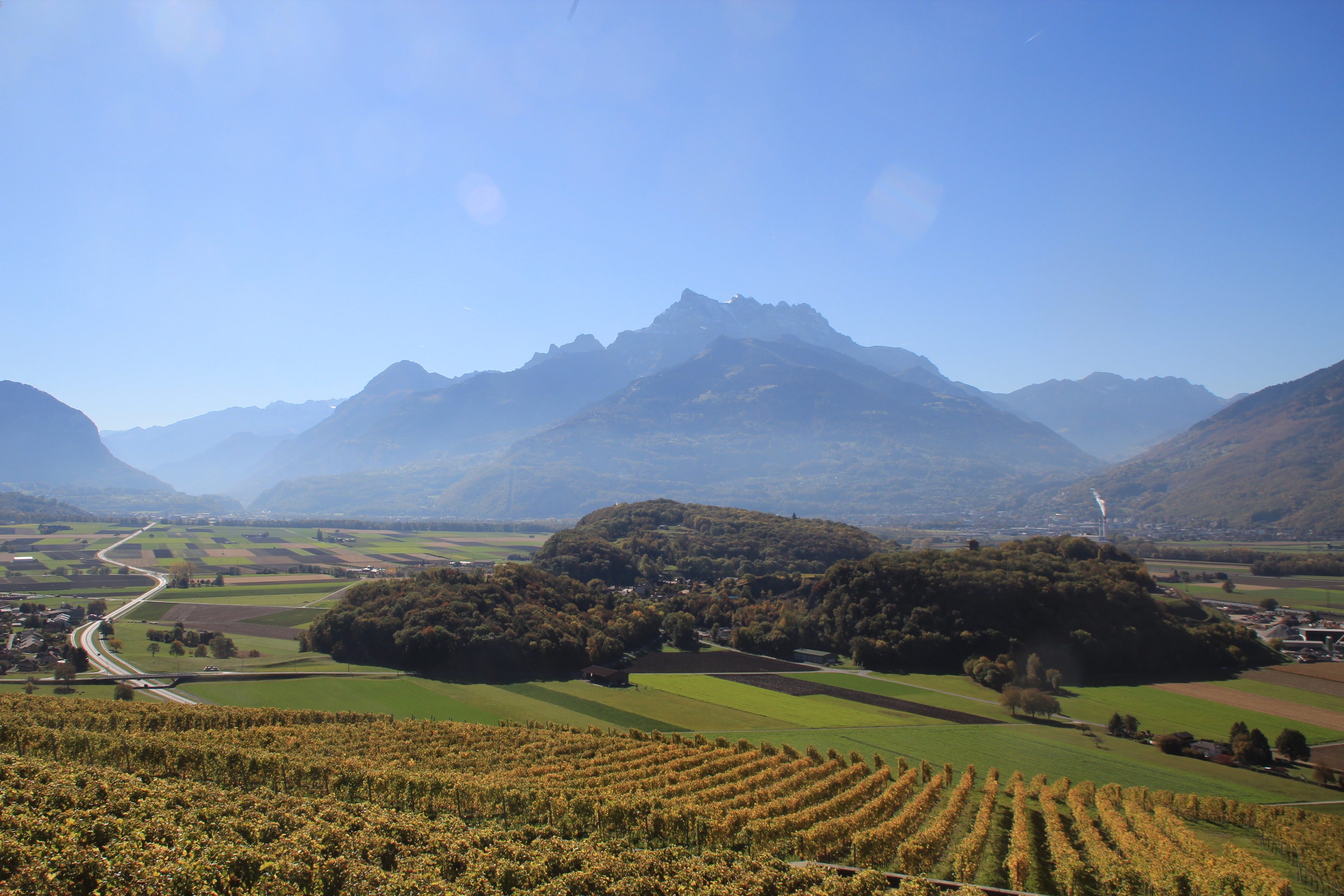
Im Unterwallis bei Ollon

In Martigny liegt ein Amphitheater, die Burg La Bâtiaz sowie das Museum der Fondation Gianadda und das Bernhardinermuseum. Oberhalb von Vernayaz liegt die Schlucht der Salanfe und der Wasserfall Pissevache. In Saint-Maurice VS liegt die Abtei Saint-Maurice, ein 515 gegründetes Kloster der Augustiner-Chorherren. Monthey ist für seinen Karneval bekannt, der 2012 zum 140. Mal veranstaltet wurde. Das Skigebiet Portes du Soleil liegt teilweise in Frankreich und teilweise in der Schweiz, es umfasst im Wallis die Skiorte Morgins sowie Torgon und im Val d’Illiez die drei Orte Champéry, Champoussin und Les Crosets. In Saint-Gingolph VS bildet der Bach Morge die Grenze zwischen Frankreich und der Schweiz, auf der französischen Seite liegt Saint-Gingolph (Haute-Savoie).

#### Wintersport
603 km Langlaufloipen und/oder 3096 km Skipisten bieten insgesamt 60 Destinationen im Wallis. Mehr als 100-Pisten-km finden sich in Champéry, Champoussin und Les Crosets im Val d’Illiez, Morgins im Val de Morgins und Torgon, die im Wallis liegen und die zusammen mit den französischen Orten das Skigebiet Portes du Soleil bilden, das insgesamt 650 km Skipisten umfasst, Nendaz, Verbier und Veysonnaz (412 km), Zermatt (360 km), wobei im Mattertal insgesamt 427 km Skipisten vorzufinden sind (Grächen-St. Niklaus 42 km und Törbel 25 km), Thyon (178 km), Crans-Montana (140 km), Anzère (58 km), Grimentz und Zinal (115 km), wobei im Eifischtal insgesamt 210 km Skipisten vorzufinden sind (Chandolin/Saint-Luc 60 km und Vercorin 35 km), Bettmeralp, Fiesch und Riederalp der Aletsch Arena (104 km) und Saas-Fee (100 km), wobei im Saastal insgesamt 202 km Skipisten vorzufinden sind (Saas-Almagell 12 km, Saas-Balen 3 km, Saas-Grund 35 km, Staldenried-Gspon 5 km und Visperterminen 20 km). Mit insgesamt 86-Loipen-km ist das Goms (Blitzingen, Geschinen, Gluringen, Grafschaft VS, Münster VS, Obergoms und Reckingen VS) ein Mekka des Langlaufes.

#### Thermalbäder und Golfplätze
Im Wallis gibt es Thermalbäder in Leukerbad (grösstes Thermalbadezentrum der Alpen), Ovronnaz, Saillon-les-Bains, Brigerbad sowie das Soleheilbad in Breiten bei Mörel. Golfplätze gibt es in folgenden Orten: 18-Loch-Golfplätze in Crans-Montana, Leukerbad, Siders, Sitten und Verbier (zwei Kurse). 9-Loch-Golfplätze in Crans-Montana, Obergesteln, Zermatt, Täsch und Riederalp. Letzter ist der höchstgelegene Golfplatz Europas.

### Landwirtschaft

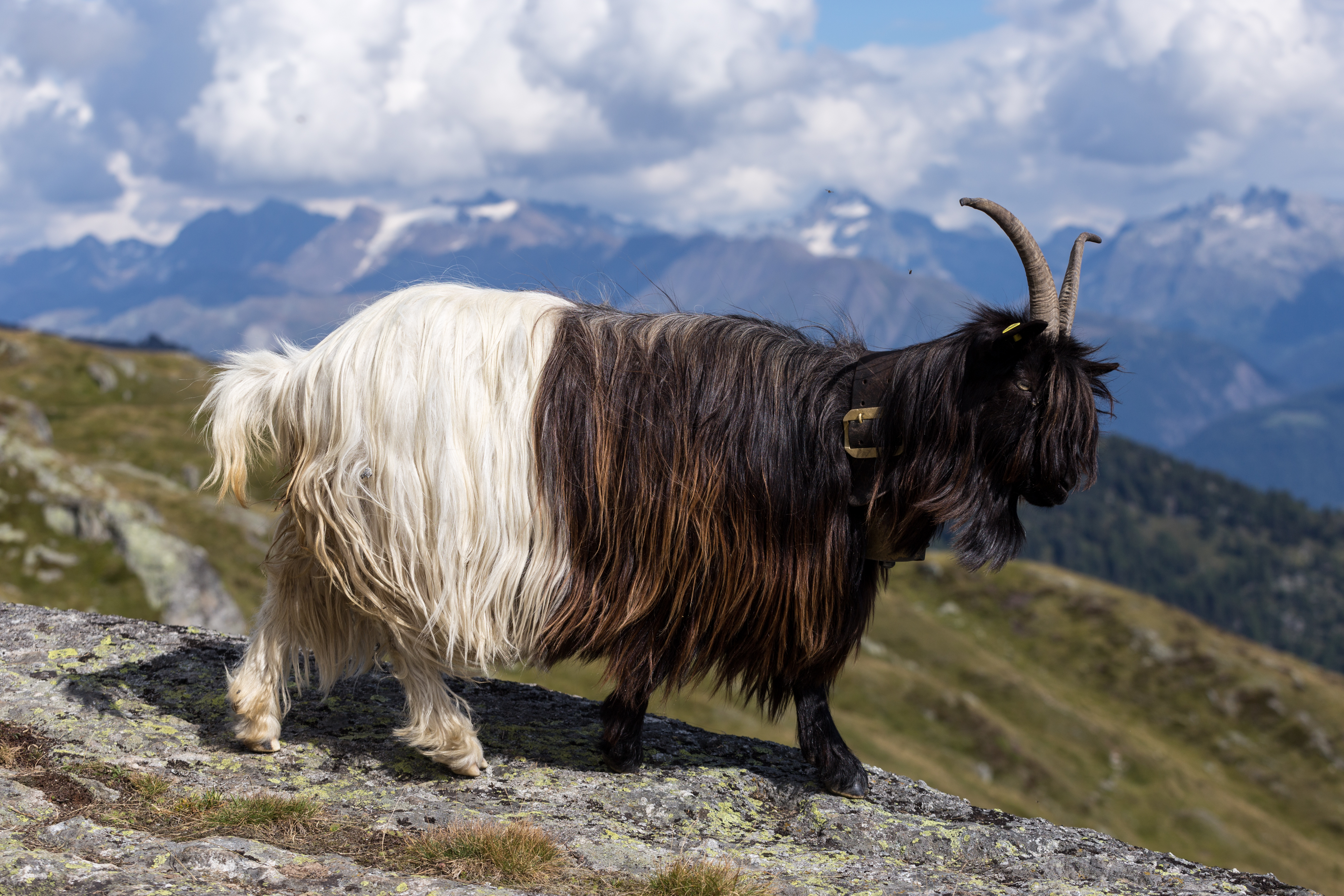
Walliser Schwarzhalsziege auf der Belalp

Am Südhang des Rhonetals herrscht im Unterwallis (flächendeckend) und im Mittelwallis (teilweise) Rebbau vor, stellenweise auch in den Seitentälern bis ins Oberwallis. Das Wallis ist mit seiner über 4636 Hektaren Rebfläche das grösste Weinanbaugebiet der Schweiz. Es konnte nachgewiesen werden, dass im Kanton Wallis bereits zwischen 800 und 600 v. Chr. Reben kultiviert wurden. Neben der Leitsorte Fendant wird in neuerer Zeit wieder vermehrt auf alte, ortstypische Sorten wie Humagne (weiss und rot), Petite Arvine, Amigne, Resi oder Malvoisie zurückgegriffen. In Visperterminen befindet sich der höchste Weinberg nördlich des Alpenhauptkammes, auf einer Höhe von 650 bis 1150 m ü. M. Im Val d’Anniviers wird der Gletscherwein produziert, ein oxidativer Wein.
Im Wallis werden in grossem Stil Früchte angebaut, etwa 95 Prozent der Schweizer Aprikosen und die Hälfte der Birnen kommen aus dem Kanton. Die Gemüsesorten mit den grössten Anbauflächen sind in absteigender Reihenfolge Lagerkarotten, Blumenkohl, Frühkarotten und Zwiebeln. Besonders der Spargelanbau hat in den letzten zehn Jahren stark an Bedeutung gewonnen, weisser und grüner Spargel zusammen haben heute die drittgrösste Anbaufläche unter den Gemüsesorten. In Mund wird seit dem Mittelalter Safran angebaut; es wird vermutet, dass dieser durch Pilger oder Söldner in die Schweiz gelangte.
In der Viehzucht geniesst neben klassischer Milchwirtschaft die Schaf- und Ziegenhaltung einen bedeutenden Stellenwert. Die hochalpinen Rahmenbedingungen werden zunehmend als Gelegenheit wahrgenommen, seltenen und bedrohten Arten eine Möglichkeit zum Überleben zu bieten, zum Beispiel Walliser Schwarzhalsziege und Kupferhalsziege sowie Walliser Schwarznasenschaf. Allerdings bestehen zwischen Viehzucht und Artenschutz Konflikte, etwa im Zusammenhang mit der Wiederansiedlung des Wolfes. Dieser wandert seit den 1980er-Jahren von Frankreich und Italien in den Kanton Wallis ein, durch Bauern die um ihre Tiere fürchten und die Jagdlobby ist er jedoch weiterhin stark gefährdet.
Im Jahr 2020 wurde 20,6 Prozent der landwirtschaftlichen Nutzfläche des Kantons durch 387 Betriebe biologisch bewirtschaftet.

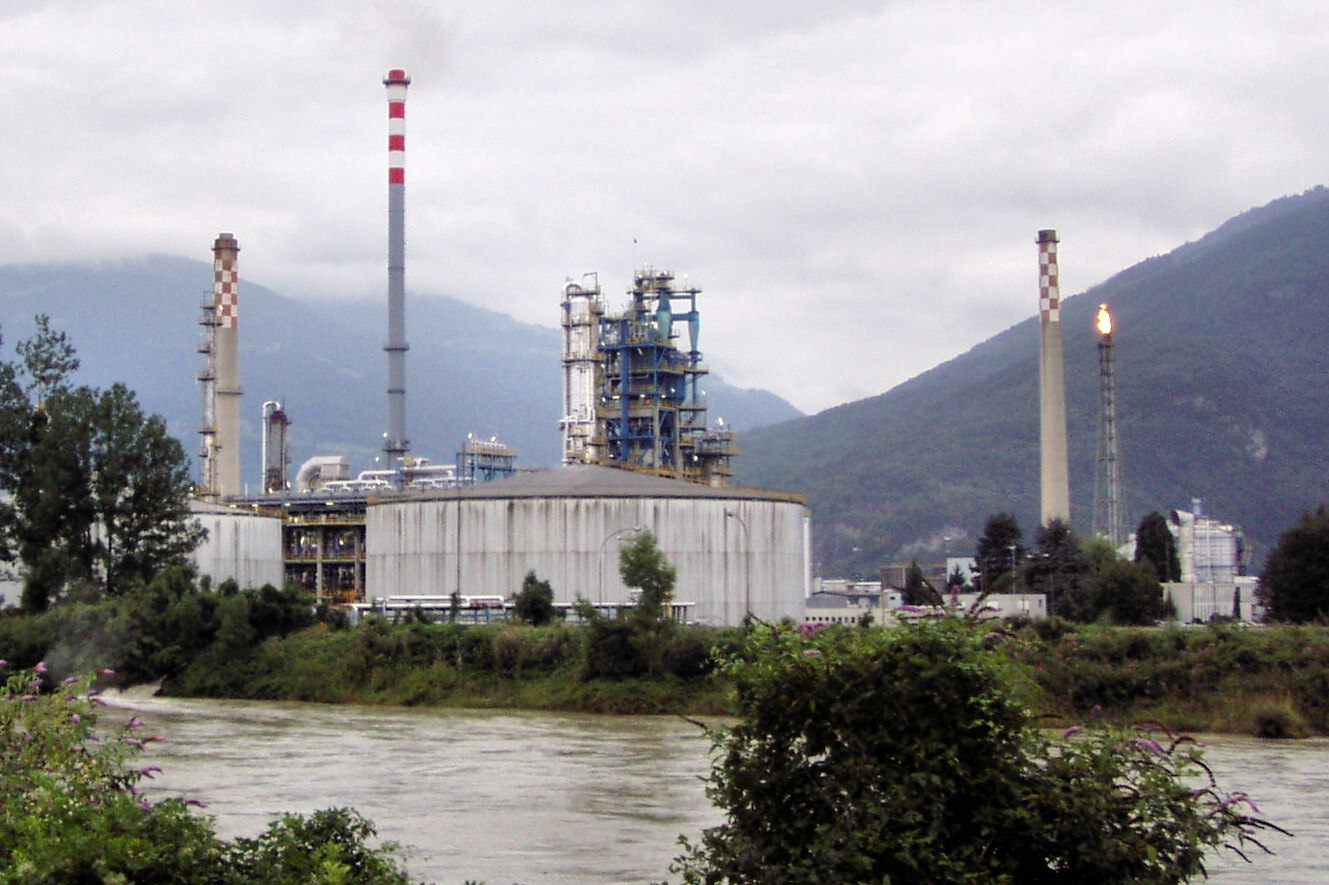
Raffinerie Collombey

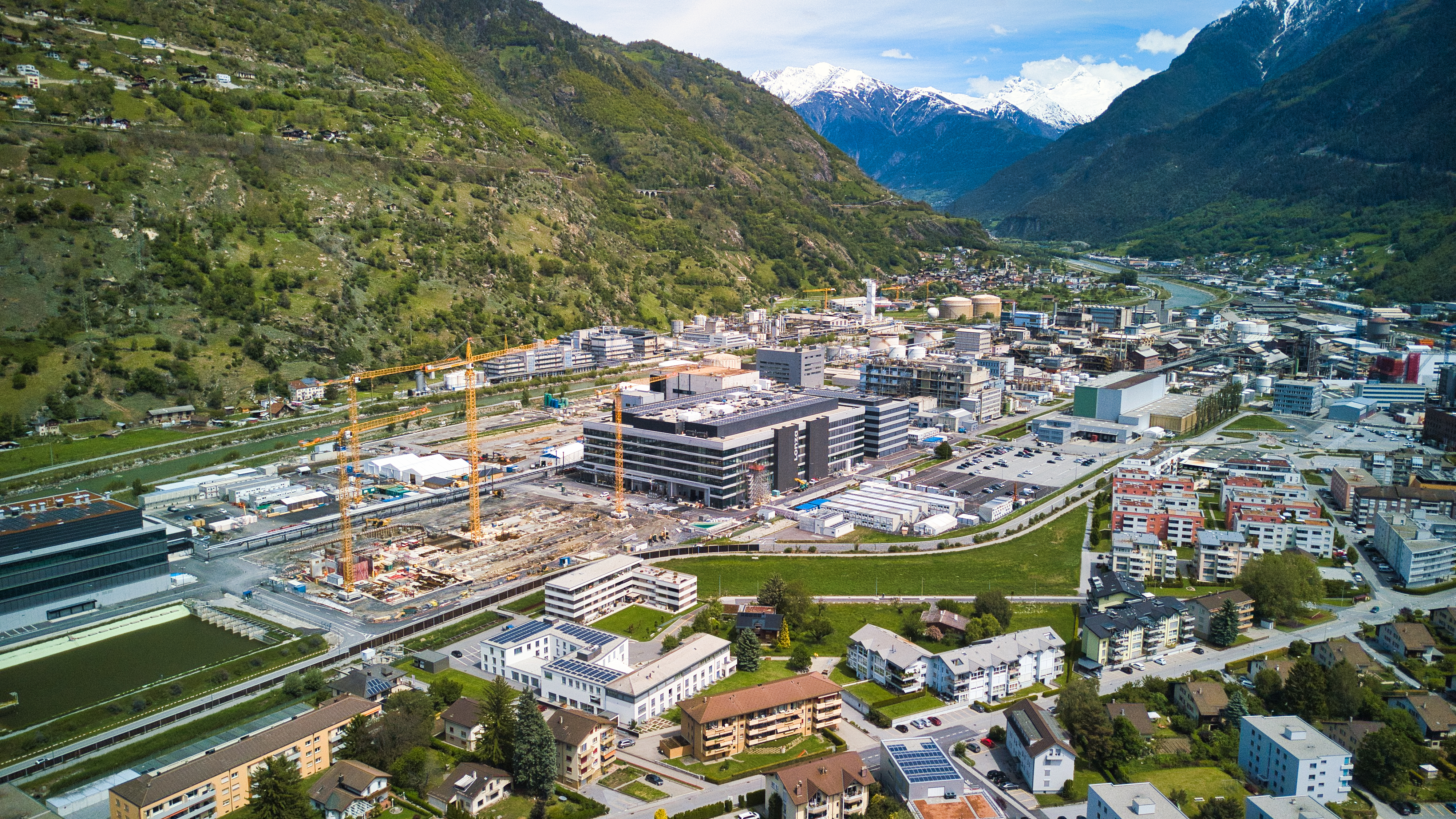
Lonza in Visp

### Industrie
Der Industriebetrieb in St. Niklaus der Scintilla AG der Robert Bosch GmbH ist weltweiter Branchenleader in der Herstellung von Stichsäge- und Säbelsägeblättern sowie Starlocks. In 1960er Jahren der Stichsäge-Produktion des Werkes St. Niklaus VS konnte im Jahre 2007 das viermilliardste Sägeblatt hergestellt werden.
Im Wallis sind zudem die Chemie- und pharmazeutische Industrie wichtige Arbeitgeber, etwa die Lonza AG in Visp. Die Energiewirtschaft hat durch viele Speicherkraftwerke gute Voraussetzungen. Die Raffinerie Collombey war eine von zwei Erdölraffinerien in der Schweiz und gehörte dem libyschen Ölkonzern Tamoil, sie liegt in der Gemeinde Collombey-Muraz unweit der Ostspitze des Genfersees. Der Aluminiumproduzent Constellium hat Standorte in Chippis, Siders und Steg.
Im Wallis wurden während des Zweiten Weltkriegs 380'000 Tonnen Anthrazitkohle abgebaut. Die Gewinnungsaktivitäten erfolgten unterirdisch. Grosse quarzitische Schieferverkommen gibt es in und um Sembrancher, der umfänglich Abbau ging Mitte des 20. Jahrhunderts zurück. Zudem wurden schwarze Schiefer auch bei Leytron gewonnen. Kleine Bergwerksaktivitäten auf Bleierze bestanden im Lötschental und auf Kupfererze bei Grimentz.
Schon in den 1960er bis 1980er Jahren wurde im Wallis nach Uran gesucht, durch die niedrigen Weltmarktpreise waren die Minen jedoch nicht wettbewerbsfähig. Bei Martigny und Salvan-Les Marécottes werden seit 2008 erneut Erkundungen unternommen.

## Verkehr

### Bahn

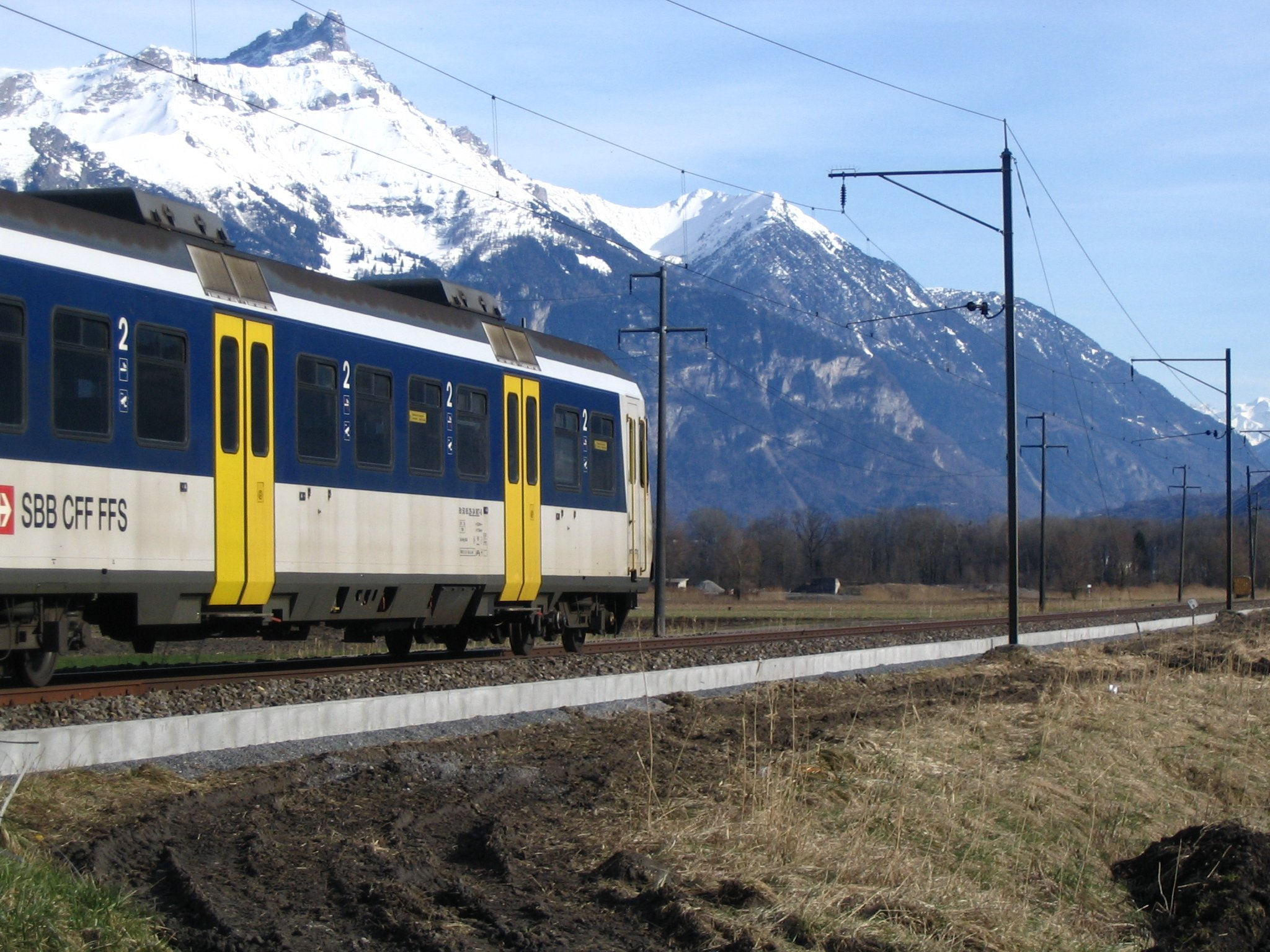
Zug der SBB bei Illarsaz (Gemeinde Collombey-Muraz)

Im Wallis gibt es einige Schnellzugstrecken, die Bahnhöfe von Visp und Brig-Glis sind wichtige Knotenpunkte. Der Bahnhof Brig liegt an den Strecken Genf–Lausanne–Mailand (Rhonetalstrecke) und Basel–Bern–Mailand, von hier aus fahren die Autozüge durch den Simplontunnel nach Iselle di Trasquera.
Der Lötschberg-Basistunnel wurde 2007 in Betrieb genommen, dadurch wurde der Bahnhof Visp zum Umsteigebahnhof für die umliegenden Städte und Gemeinden. Durch den erhöhten Bahnverkehr und dazugehörige Infrastrukturprojekte hat die Bevölkerung von Visp seit der Eröffnung stark zugenommen.
Weitere Strecken sind Lausanne–Simplon, Bern–Lötschberg–Simplon, Martigny–Orsières–Le Châble und Saint-Maurice–Saint-Gingolph.
Im Wallis gibt es mehrere Schmalspurbahnen, die streckenweise als Zahnradbahnen ausgeführt sind. Die Matterhorn-Gotthard-Bahn besteht aus den ehemaligen Bahnen Brig–Visp–Zermatt und Furka–Oberalp. Die Furka-Oberalp-Bahn führt durch die Kantone Graubünden, Uri und Wallis über den Furkapass und den Oberalppass nach Brig, von wo die Brig–Visp–Zermatt-Bahn weiter nach Visp und zum Endbahnhof Zermatt fährt. Aufgrund der unterschiedlichen Spurweiten verfügt die Transports de Martigny et Régions (die zuvor als MO-MC aufgetreten war) über zwei voneinander getrennte Schienennetze; sie entstand durch die Fusion der normalspurigen Martigny-Orsières-Bahn (MO) mit der meterspurigen Martigny-Châtelard-Bahn (MC). Der Saint-Bernard Express wird von der MO betrieben und ist eine normalspurige Eisenbahn von Martigny über Sembrancher mit Zweigstrecken nach Orsières und Le Châble VS. Die MC betreibt den meterspurigen Mont-Blanc Express mit einzelnen Steilabschnitten als Zahnradbahn von Martigny über Salvan VS hinauf nach Le Châtelard VS, von wo die SNCF die Strecke weiter bis nach Chamonix-Mont-Blanc betreibt. Die Aigle-Ollon-Monthey-Champéry-Bahn ist eine meterspurige Eisenbahn, die von Aigle VD über Ollon und Monthey nach Champéry führt. Sie ist eine der fünf Linien der Transports Publics du Chablais. Von Zermatt aus führt die Gornergratbahn hinauf zum Gornergrat, wo die Bergstation auf einer Höhe von 3089 m ü. M. liegt. Sie ist damit nach der Jungfraubahn die zweithöchste Bergbahn Europas.
Daneben gibt es 78 Postautolinien, die Überlandverkehr und die Stadtnetze von Brig-Glis/Naters, Monthey/Collombey-Muraz, Sitten und Martigny betreiben, und viele touristische
Bergbahnen.

### Strassen

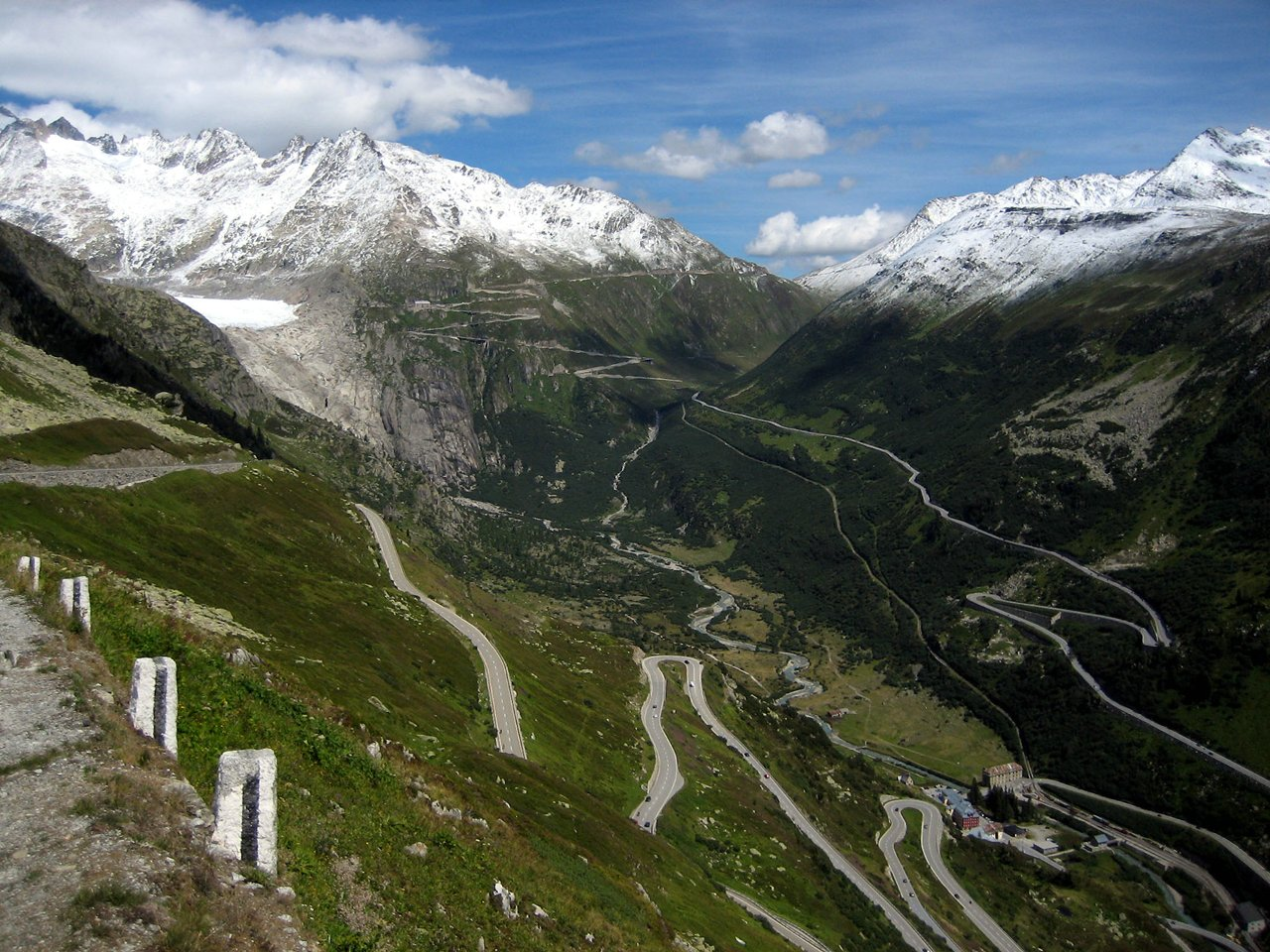
Vorne Grimsel- und hinten Furkapassstrasse

Die Autobahn A9 führt durch die Kantone Waadt und Wallis und ist im Wallis teilweise nicht doppelspurig und richtungsgetrennt. Das Teilstück im Oberwallis zwischen Susten und Gampel wurde 2016 fertiggestellt. Die ganze Verbindung von Siders Ost bis Gamsen kann erst in den späten 2020er Jahren geschlossen werden; grosse Probleme stellen dabei unter anderem das Teilstück Siders Ost bis Susten, das durch den geschützten Naturpark Pfynwald führt, und der Tunnel Visp, der geologisch sehr schwer fertigzustellen war.
Die bekanntesten und wichtigsten Passstrassen sind von Italien aus der Simplonpass und der Grosse St. Bernhard, von Frankreich aus der Pas de Morgins und der Col de la Forclaz. Zu anderen Kantonen sind es der Nufenenpass in das Tessin, der Furkapass nach Uri und im Kanton Bern der Grimselpass und der Sanetschpass. Der Sanetschpass kann jedoch nur von der Walliser Seite her befahren werden, vom nahen Gsteig bei Gstaad im Kanton Bern aus wäre der Bau wegen des steilen Geländes zu aufwändig gewesen. Im Jahr 2024 lag der Motorisierungsgrad (Personenkraftwagen pro 1'000 Einwohner) bei 644.